# Asteroidea
Las estrellas de mar o asteroideos (Asteroidea) son una clase de equinodermos de simetría pentarradial, con cuerpo aplanado formado por un disco pentagonal con cinco brazos o más. El nombre «estrella de mar» se refiere esencialmente a los miembros de la clase Asteroidea. Sin embargo, en su uso común el nombre es a veces incorrectamente aplicado a los ofiuroideos. La clase Asteroidea se compone de cerca de 1900 especies existentes que se distribuyen en todos los océanos del mundo, incluyendo el Atlántico, Pacífico, Índico, Ártico y Antártico. Estrellas de mar se producen en un amplio rango de profundidad, desde la zona intermareal hasta la abisal a profundidades mayores de 6000 m (metros).
Las estrellas de mar forman uno de los grupos de animales marinos más conocidos del fondo marino. Por lo general tienen un disco central y cinco brazos, aunque algunas especies pueden tener muchos brazos más. La superficie aboral o superior puede ser lisa, granular o espinosa, y está cubierta con placas superpuestas. Muchas especies son de colores brillantes en varios tonos de rojo o naranja, mientras que otros son de color azul, gris, o marrón. Tienen pies ambulacrales operados por un sistema hidráulico y una boca en el centro de la superficie oral o inferior. Se alimentan de forma oportunista, depredando sobre todo a invertebrados bentónicos. Varias especies tienen un comportamiento de alimentación especial, incluyendo alimentación por filtración y adaptaciones para alimentarse de presas específicas. Tienen ciclos de vida complejos y pueden reproducirse tanto sexual como asexualmente. La mayoría tiene la capacidad de regenerar brazos dañados o perdidos.
Tienen varias funciones importantes en la ecología y la biología. Especies como Pisaster ochraceus llegaron a ser ampliamente conocidas como ejemplos del concepto de las especies claves en la ecología. La especie tropical Acanthaster planci es un depredador voraz de coral a lo largo de la región del Indo-Pacífico. Otra especies de estrellas de mar, como los miembros de la familia Asterinidae, se utilizan con frecuencia en la biología del desarrollo.

## Taxonomía e historia evolutiva

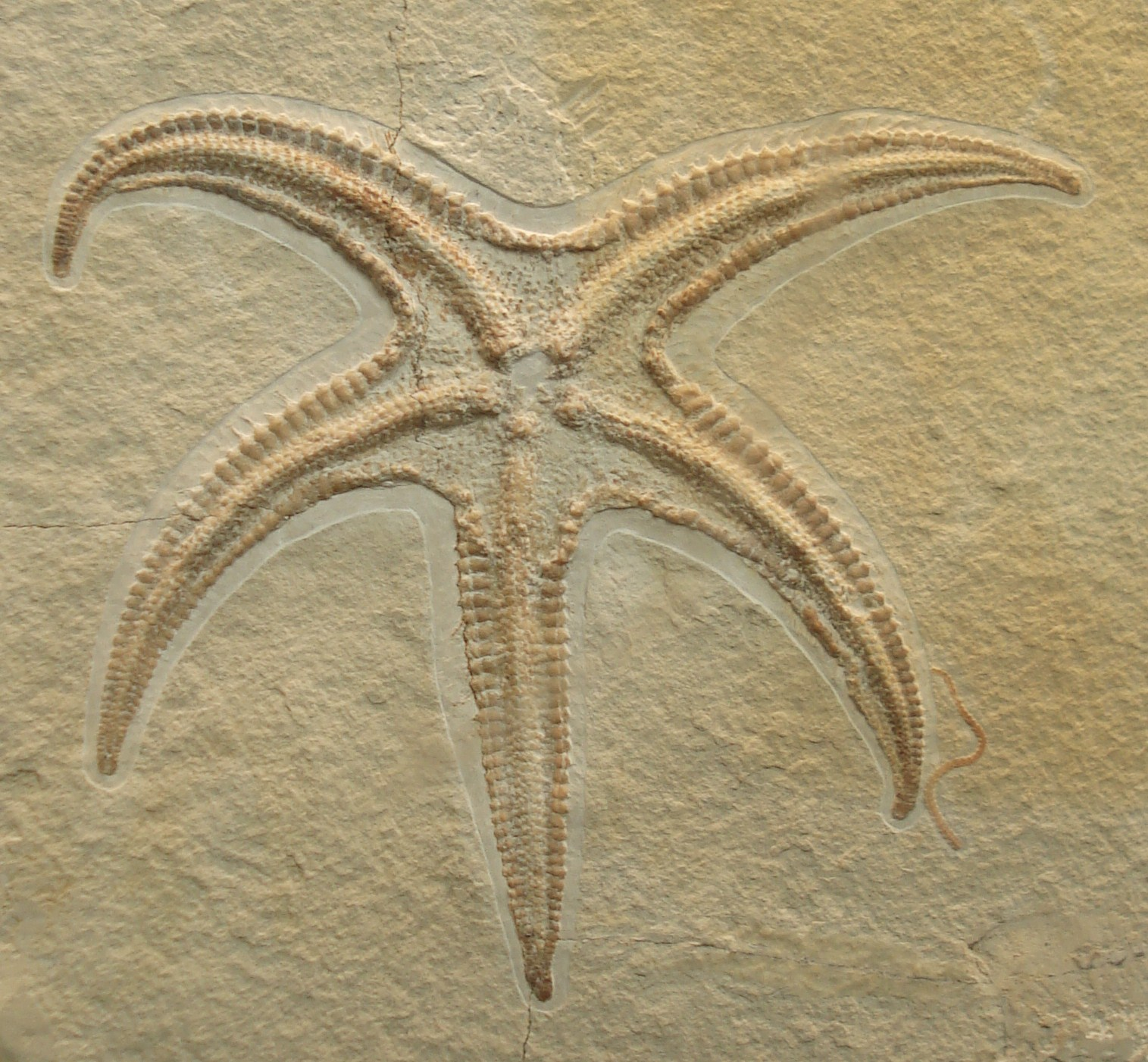
Fósil de una estrella de mar, Riedaster reicheli.

Asteroidea es una clase dentro del filo Echinodermata, que se compone de un gran número de especies. Al igual que otras clases de ese grupo, sus miembros se caracterizan por tener simetría radial como adultos, generalmente simetría pentaradial. Sin embargo, durante sus primeras fases de desarrollo, las larvas tienen simetría bilateral. Otras características de los adultos incluyen un sistema vascular acuífero, y esqueletos calcáreos que consisten en placas planas conectadas por una malla de colágeno mutable. Los Asteroideos se caracterizan por un disco central con un número de brazos radiantes, típicamente cinco. Los osículos que forman el elemento duro de la estructura esquelética se extienden desde el disco sobre los brazos en una disposición continua que forman una amplia base para los brazos. En cambio, en los ofiuroideos el disco se distingue claramente de los brazos largos y delgados.
Los Asteroidea están escasamente representados en el registro fósil, parcialmente porque las partes duras del esqueleto se separan cuando el animal se descompone o porque los tejidos blandos se descomponen en restos distorsionados e irreconocibles. Otra razón puede ser que la mayoría de los Asteroidea vive en sustratos duros donde las condiciones para la fosilización no son favorables. Las primeras estrellas de mar conocidas se remontan al Ordovícico. En los dos principales eventos de extinción masiva durante el Devónico Tardío y el Pérmico Tardío, muchas especies se extinguieron, pero otros lograron sobrevivir. Estos se diversificaron rápidamente en un plazo de 60 millones de años durante el Jurásico Temprano y la primera parte del Jurásico Medio.

### Diversidad

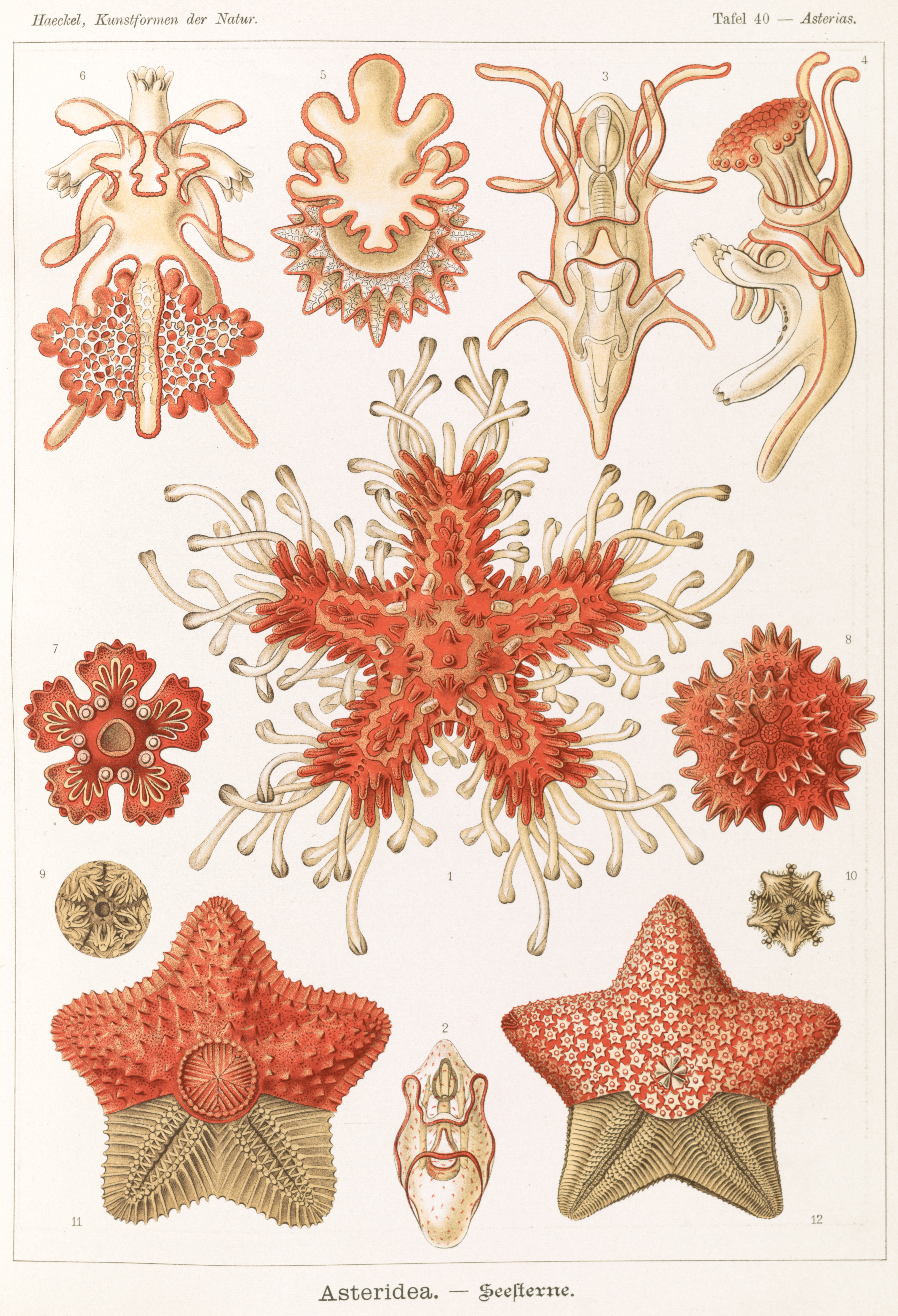
Estrellas de mar ilustradas por Ernst Haeckel en Kunstformen der Natur.

La clase Asteroidea se compone de los siguientes órdenes:
- Orden Brisingida (2 familias, 17 géneros, 111 especies)[8]

Las especies de este orden tienen un pequeño disco inflexible y entre seis y 20 brazos largos y delgados que utilizan para la alimentación por suspensión. Tienen una sola serie de placas marginales, un anillo de placas de disco fusionado, sin placas actinales, una columna ambulacral que se parece a un carrete, placas abactinales reducidas, pedicelarios cruzados, y varias series de espinas largas en los brazos. Viven casi exclusivamente en hábitats de aguas profundas de más de 6.000 metros, aunque algunas habitan en aguas someras de la Antártida. En algunas especies, los pies ambulacrales tienen extremidades redondeadas y sin ventosas.
- Orden Forcipulatida (6 familias, 63 géneros, 269 especies)[12]

Las especies de este orden tienen pedicelarios distintivos que constan de un tallo corto con tres huesecillos esqueléticos. Tienden a tener cuerpos robustos. Tienen pies ambulacrales y ventosas con puntas planas. El orden incluye especies bien conocidas, comunes de las regiones templadas, así como especies de aguas frías y abisales.
- Orden Paxillosida (7 familias, 48 géneros, 372 especies)[15]

Las especies de este orden carecen de un ano y no tienen ventosas en sus pies ambulacrales. No desarrollan la etapa brachiolaria durante la fase de su desarrollo larval. Poseen placas marginales, y tienen pedicelarios sésiles. En su mayoría habitan en las zonas de fondos blandos de arena o barro.
- Orden Notomyotida (1 familia, 8 géneros, 75 especies)[17]

Estos asteroideos habitan en aguas profundas y tienen brazos flexibles. La superficie dorso-lateral interior de los brazos contiene bandas musculares longitudinales características En algunas especies, los pies ambulacrales carecen de ventosas.
- Orden Spinulosida (1 familia, 8 géneros, 121 especies)[19]

La mayoría de las especies de este orden carecen de pedicelarios, y todos tienen una disposición esqueletal delicada con pequeñas placas marginales en el disco y los brazos. Tienen numerosos grupos de espinas bajas en la superficie aboral (superior).
- Orden Valvatida (16 familias, 172 géneros, 695 especies)[21]

La mayoría de las especies de este orden tienen cinco brazos y pies ambulacrales. Tienen placas marginales notables en el disco y los brazos, y los principales pedicelarios se parecen a pinzas.
- Orden Velatida (4 familias, 16 géneros, 138 especies)[23]

Este orden de asteroideos se compone principalmente de estrellas de mar de aguas profundas y de aguas frías, a menudo con una distribución global. Tienen una forma de estrella o pentagonal, con cinco hasta quince brazos. La mayoría tienen esqueletos poco desarrollados.

## Descripción

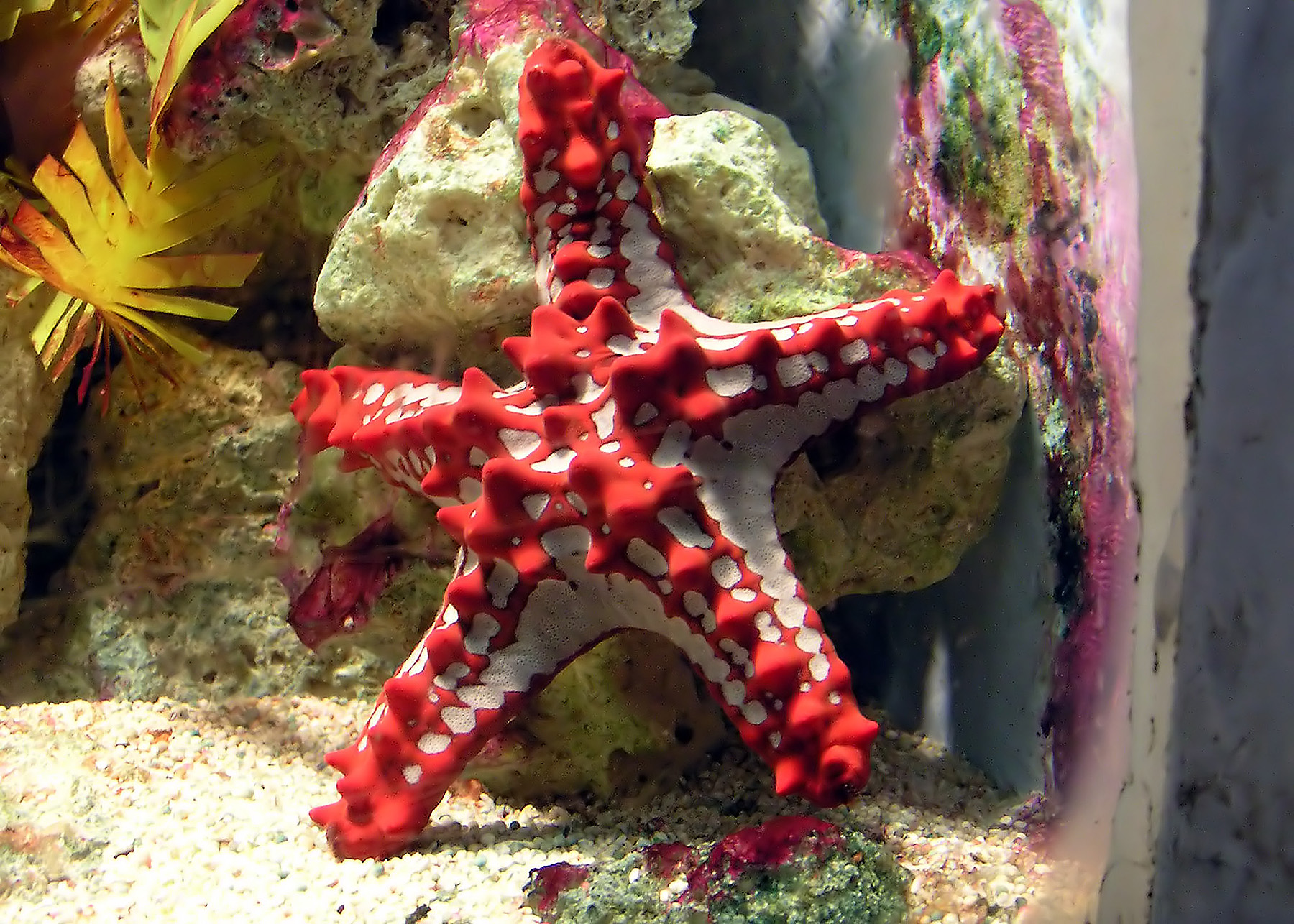
Protoreaster linckii del océano Índico.

Las estrellas de mar suelen tener una apariencia radialmente simétrica y por lo general tienen una simetría pentarradial en la edad adulta. Sin embargo, se cree que los ancestros evolutivos de los equinodermos tenían una simetría bilateral. En la actualidad, las estrellas de mar, así como otros equinodermos, solo exhiben simetría bilateral en sus formas larvales.
La mayoría de las estrellas de mar tiene cinco brazos que irradian desde un disco central. Sin embargo, varios grupos de asteroideos, tales como la familia Solasteridae, tienen 10 a 15 brazos, mientras que algunas especies, tales como Labidiaster annulatus de la Antártida, pueden tener hasta 50 brazos. No es inusual que las especies que típicamente solo tienen cinco brazos, tengan seis o más brazos debido a anomalías en su desarrollo.
La superficie de las estrellas de mar tiene componentes que se parecen a placas de carbonato de calcio conocidos como osículos. Estos forman el endoesqueleto, que puede tener varias formas, externamente expresadas como una variedad de estructuras tales como espinas y gránulos. Estos pueden ser dispuestos en patrones o series características, y su arquitectura, formas individuales y ubicaciones se utilizan para clasificar los diferentes grupos dentro de la clase Asteroidea. La terminología que se refiere a la ubicación de los componentes corporales de las estrellas de mar se basa generalmente en referencia a la boca, para evitar suposiciones incorrectas de homología con las superficies dorsales y ventrales de animales bilaterales. La superficie inferior suele denominarse como la superficie oral o actinal, mientras que la superficie superior se conoce como el lado aboral o abactinal.

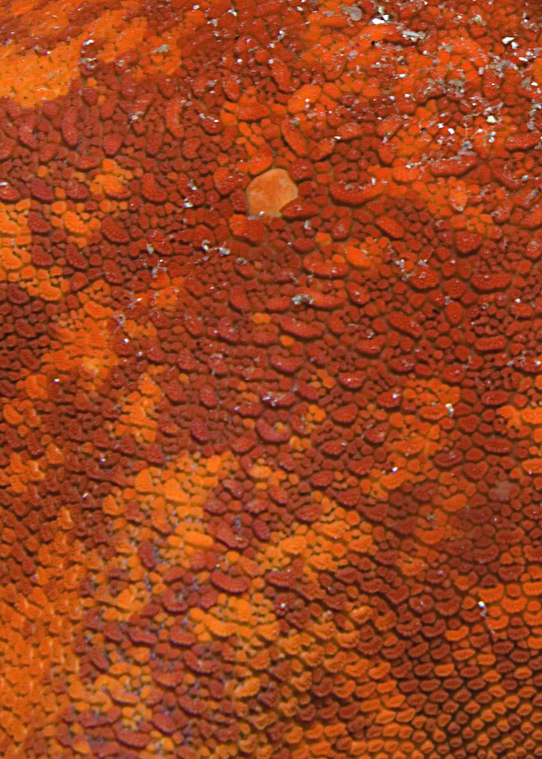
Primer plano de la superficie aboral de una estrella de mar.

La superficie corporal de estrellas de mar tiene varias estructuras que comprenden la anatomía básica del animal, y a veces puede ayudar en su identificación. La placa madreporita puede fácilmente ser identificada por el círculo claro que se encuentra ligeramente fuera del centro del disco central. Esta placa porosa está conectada, a través de un canal calcificado, al sistema vascular hidráulica en el disco. Su función es, al menos en parte, de proporcionar agua adicional para las necesidades del animal, incluyendo el agua de relleno para el sistema vascular acuífero. El ano se encuentra también un poco fuera del centro del disco, cerca de la placa madreporita. En la superficie oral, un surco ambulacral corre por cada brazo, a cada lado del cual se extiende una doble fila de osículos no fusionados. Los pies ambulacrales se extienden en estos a través de muescas y son internamente conectados al sistema vascular acuífero.
Varios grupos de asteroideos, incluyendo los órdenes Valvatida y Forcipulatida, poseen pequeñas estructuras conocidas como pedicelarios, que tienen alguna semejanza con válvulas. Estos ocurren ampliamente sobre la superficie del cuerpo. En los asteroideos del orden Forcipulatida, tales como los del género Asterias y Pisaster, los pedicelarios se producen en mechones parecidas a pompones en la base de cada espina, mientras que en especies de la familia Goniasteridae, tales como Hippasteria phrygiana, los pedicelarios se distribuyen de forma más dispersa sobre la superficie del cuerpo. Aunque no se conoce todas las funciones de estas estructuras, se piensa que algunas ayudan en la defensa del animal, mientras que otras ayudan en la alimentación o en la eliminación de organismos que intentan establecerse en la superficie de la estrella de mar. La especie Labidiaster annulatus de Antártica tiene grandes pedicelarios que utiliza para capturar presas activas de kril. Stylasterias forreri del Pacífico Norte ha sido observado capturando pequeños peces con su pedicelarios.
También existen otros tipos de estructuras cuya ocurrencia varía por taxón. Por ejemplo, los miembros de la familia Porcellanasteridae poseen órganos adicionales, que parecen a tamices, situados entre las series de placas laterales, se cree que generan corrientes en las madrigueras hechas por estas estrellas de mar.

## Anatomía interna

Disección de Asterias rubens
1. Estómago pilórico
2. Intestino y ano
3. Glándula rectal
4. Conducto pétreo
5. Madreporito
6. Canal pilórico
7. Ciego pilórico
8. Estómago cardíaco
9. Gónadas
10. Surco ambulacral
11. Ampolla del pie ambulacral

Como equinodermos, las estrellas de mar poseen un sistema vascular acuífero hidráulico que ayuda en la locomoción. Este sistema incluye muchas proyecciones, conocidas como pies ambulacrales, en los brazos de la estrella de mar; estas sirven para la locomoción y la alimentación. Los pies ambulacrales emergen a través de aberturas en el endoesqueleto y se expresan externamente mediante surcos abiertos que se encuentran a lo largo de la superficie oral de cada brazo.
La cavidad del cuerpo también contiene un sistema circulatorio, conocido como el sistema hemal. Canales hemales forman anillos alrededor de la boca (el anillo hemal oral), más cerca de la superficie aboral, y alrededor del sistema digestivo (el anillo hemal gástrico). Una porción de la cavidad del cuerpo, el seno axial, conecta los tres anillos. Cada brazo también tiene canales hemales corriendo al lado de las gónadas. Estos canales tienen extremos ciegos sin circulación continua de la sangre.
En el extremo de cada brazo se encuentra un pequeño ojo simple (u ocelo), que permite percibir la diferencia entre luz y oscuridad, lo que sirve para la detección de objetos en movimiento. Solamente una parte de cada célula del ocelo es pigmentada (por lo tanto, un color rojo o negro), sin córnea ni iris.

### Pared corporal

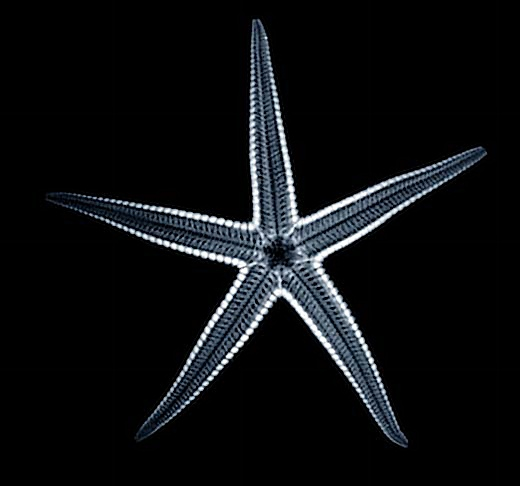
Radiografía del endoesqueleto de una estrella de mar.

La pared corporal se compone de una epidermis exterior delgada, una dermis espesa formada de tejido conectivo y un peritoneo interior delgado que contiene músculos circulares y longitudinales. La dermis contiene osículos (placas óseas) libremente organizados. Algunos tienen gránulos externos, tubérculos y espinas, a veces organizados en patrones definidos, y algunos son especializados como pedicelarios. También puede incluir pápulas, protuberancias con paredes finas que pasan a través de la pared coporal, se extienden hacia el agua circundante, y que tienen una función respiratoria. Estas estructuras son soportadas por fibras colágenas orientadas perpendicularmente entre sí y dispuestos en una red tridimensional con los osículos y las pápulas en los intersticios. Esta disposición permite tanto la flexión de los brazos de la estrella de mar, como el rápido inicio de la rigidez necesaria para las acciones realizadas bajo presión.

### Sistema digestivo
La boca de una estrella de mar se encuentra en el centro de la superficie oral y se abre, a través de un esófago corto, en un estómago cardíaco en primera instancia, y luego en un estómago pilórico en segunda instancia. Cada brazo también contiene dos ciegos pilóricos, que forman largos tubos de ramificación del estómago pilórico hacia el exterior. Cada ciego pilórico está recubierto por una serie de glándulas digestivas, que secretan enzimas digestivas y absorben los nutrientes de los alimentos. Un intestino corto se extiende desde la superficie superior del estómago pilórico hasta la apertura del ano cerca del centro de la parte superior del cuerpo.
Muchas estrellas de mar, como las del género Astropecten y Luidia, tragan su presa entera y empiezan a digerirlas en el estómago antes de pasarla al ciego pilórico. Sin embargo, un gran número de especies tienen la capacidad de evertir el estómago cardíaco hacia afuera para engullir y digerir los alimentos. En estas especies, el estómago cardíaco recupera la presa, y luego la pasa al estómago pilórico que siempre permanece interna. Los residuos se excretan a través del ano en la superficie aboral del cuerpo.
Esta capacidad de digerir alimentos fuera de su cuerpo, permite a la estrella de mar de cazar presas mucho más grandes que el tamaño de su boca. Se alimenta de almejas, ostras, artrópodos, pequeños peces y moluscos gastrópodos. Algunas estrellas de mar no son totalmente carnívoro, y pueden complementar su dieta con algas o detritus orgánico. Algunas de estas especies pastan, pero otros atrapan partículas de alimentos del agua en pegajosas hebras mucosas que pueden ser arrastradas hacia la boca a lo largo de ranuras ciliosas.

### Sistema nervioso
Aunque las estrellas de mar carecen de un cerebro centralizado, sus cuerpos tienen sistemas nerviosos complejos bajo la coordinación de lo que podría denominarse un cerebro distribuido. Tienen una red de nervios entrelazados, un plexo nervioso, que se encuentra dentro así como por debajo de la piel. El esófago también está rodeado por un anillo nervioso central, que envía los nervios radiales en cada uno de los brazos, a menudo en paralelo con las ramas del sistema vascular acuífero. Todos ellos se conectan para formar un cerebro. Los nervios del anillo nervioso central y los nervios radiales son responsables de la coordinación del equilibrio de la estrella de mar y de sus sistemas de dirección.
Aunque las estrellas de mar no tienen muchas entradas sensoriales bien definidas, son sensibles al tacto, la luz, la temperatura, la orientación y el estado de las aguas circundantes. Los pies ambulacrales, las espinas y los pedicelarios de las estrellas de mar son sensibles al tacto, mientras que los ocelos en los extremos de los brazos son sensibles a la luz. Los pies ambulacrales, especialmente aquellas que se encuentran en las puntas de los brazos, también son sensibles a sustancias químicas, y esta sensibilidad se utiliza en la localización de las fuentes de olor, tales como alimentos.
Los ocelos constan de una masa compuesta de células epiteliales pigmentadas que responden a la luz, y células sensoriales estrechas situadas entre ellas. Cada ocelo está cubierto por una gruesa cutícula transparente que da protección y que actúa como una lente. Muchas estrellas de mar también poseen células fotorreceptoras individuales distribuidas sobre sus cuerpos, y son capaces de responder a la luz, incluso cuando sus ocelos están cubiertos.

### Locomoción

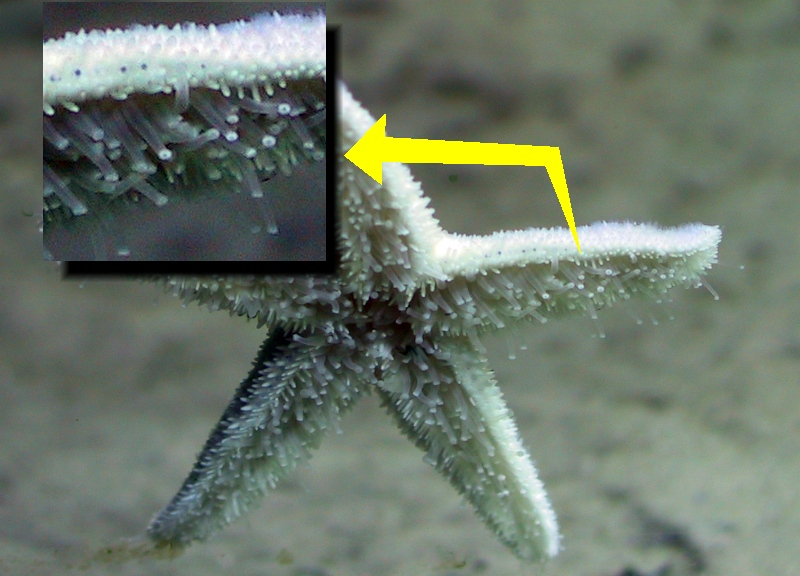
Superficie oral: El recuadro muestra una vista ampliada de los pies ambulacrales.

Las estrellas de mar se mueven utilizando un sistema vascular acuífero. El agua ambiental entra en el sistema a través de la placa madreporita. Luego circula desde el conducto pétreo hacia el canal anular y los canales radiales. Los canales radiales llevan el agua a la ampolla (depósito) en los pies ambulacrales. Cada pie está formado por una ampolla interna y un podio externo, o «pie». Cuando la ampolla se comprime, fuerza el agua en el podio, que se expande hasta hacer contacto con el substrato. En algunas circunstancias, los pies ambulacrales parecen funcionar como palancas, pero cuando se mueve sobre superficies verticales, forman un sistema de tracción. Aunque el podio se asemeja a una ventosa, la acción de agarre se lleva a cabo con la secreción de químicos adhesivos en lugar de aspiración. Otros químicos y la contracción podial permiten que se libera del sustrato.
Los pies ambulacrales se adhieren a la superficie y se mueven en una onda, con una sección del cuerpo conectándose a la superficie, como otros soltándola. La mayoría de las estrellas de mar no puede moverse con mucha velocidad; por ejemplo, Dermasterias imbricata solamente puede desplazarse alrededor de 15 cm (centímetros) en un minuto. Algunas especies de los géneros excavadores Astropecten y Luidia tienen puntos en lugar de ventosas en sus largos pies ambulacrales y son capaces de desplazarse con una velocidad mucho más alta sobre el fondo marino. Luidia foliolata por ejemplo puede desplazarse a una velocidad de 2,8 m por minuto.

### Respiración y excreción
La respiración ocurre principalmente a través de los pies ambulacrales y a través de las pápulas que salpican la superficie del cuerpo. El oxígeno del agua se distribuye por el cuerpo principalmente por el fluido de la cavidad corporal principal; el sistema hemal también puede tener un papel menor.
Como no tiene órganos excretores distintos, la excreción de desechos nitrogenados se realiza a través de los pies ambulacrales y las pápulas. El fluido corporal contiene células fagocíticas, celomocitos, que también se encuentran dentro del sistema hemal y sistema vascular acuífero. Estas células engullen materiales residuales, que finalmente se trasladan hacia las puntas de las pápulas donde son expulsadas en el agua circundante. Una parte de los desechos puede ser excretada por las glándulas pilóricas con los heces.
Estrellas de mar no parecen tener un mecanismo para la osmorregulación, y mantienen sus fluidos corporales en la misma concentración de sal que el agua circundante. Aunque algunas especies pueden tolerar una salinidad relativamente baja, la falta de un sistema de osmorregulación probablemente explica porqué las estrellas de mar no se encuentran en agua dulce, ni incluso en ambientes estuarinos.

### Metabolitos secundarios
Se extrajeron varias toxinas y metabolitos secundarios de un número de especies de estrellas de mar. La investigación sobre la eficacia de estos compuestos para su posible uso farmacológico o industrial se lleva a cabo en muchos países.

## Ciclo vital
Las estrellas de mar tienen la capacidad de reproducirse sexual y asexualmente.

### Reproducción sexual

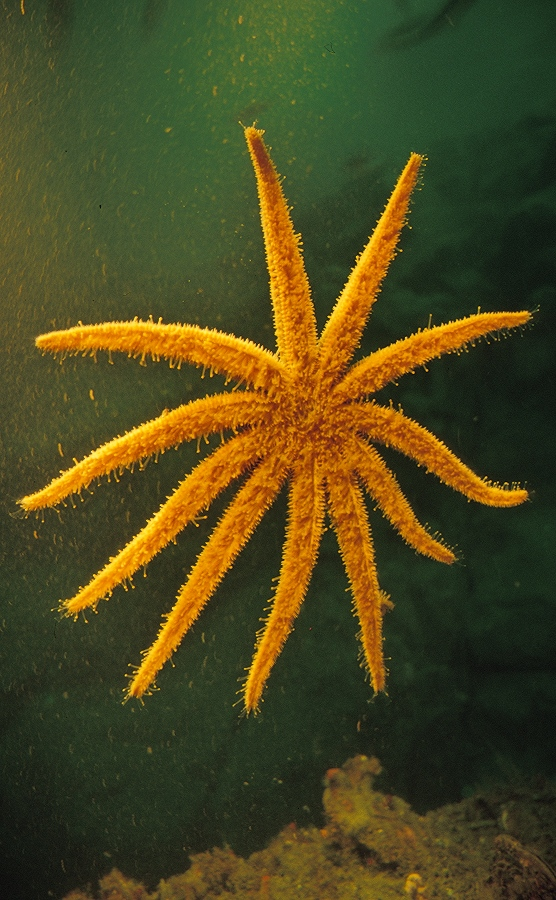
Coscinasterias calamaria en Nueva Zelanda

La mayoría de las especies de estrellas de mar son dioicas, es decir que existen machos y hembras. Por lo general, no es posible distinguirlos externamente, ya que no se puede ver las gónadas, pero su sexo es aparente durante el desove. Algunas especies son hermafroditas simultáneas (producen óvulos y espermatozoides al mismo tiempo). En algunos de ellos, la misma gónada, llamada ovotestis, produce tanto huevos como esperma. Otras estrellas de mar son hermafroditas secuenciales, de las cuales algunas son protándricas. Es decir, los juveniles son inicialmente machos pero se convierten en hembras a medida que envejecen, como ocurre en la especie Asterina gibbosa por ejemplo. Otros son protóginos y se convierten de hembras en machos al envejecer. En algunas especies, cuando una hembra grande se reproduce por división, los individuos menores que produce se convierten en machos. Cuando crezcan lo suficientemente, cambian de nuevo en hembras.
Cada brazo tiene dos gónadas que liberan gametos a través de aberturas, llamadas gonoductos, ubicadas en el disco central entre los brazos. En la mayoría de las especies la fecundación es externa, aunque algunas especies conocen fecundación interna. En la mayoría de las especies, se emite los huevos y el esperma en el agua (desove libre) y los embriones y larvas que resultan de la fecundación externa forman parte del plancton. En otras especies, los huevos se desarrollan pegados a la parte inferior de rocas. En ciertas especies, las hembras incuban sus huevos, cubriéndolos con su cuerpo, o sosteniéndolos en estructuras especiales. Estas estructuras incluyen cámaras en la superficie aboral, el estómago pilórico (Leptasterias tenera) o incluso las propias gónadas. Las estrellas de mar que incuban sus huevos cubriéndolos con su cuerpo, suelen elevar su disco central, asumiendo una postura encorvada. También existe una especie que incuba una parte de sus crías y emite los huevos restantes que no caben en la bolsa. En estas especies incubadoras, los huevos son relativamente grandes y provistos de yema, y por lo general, aunque no siempre, se desarrollan directamente en una pequeña estrella de mar, sin pasar por una etapa larval. Las crías en desarrollo se denominan «lecitotróficas», ya que obtienen su nutrición de la yema del huevo, a diferencia de las larvas que se alimentan de manera planctotrófica. En una especie incubadora intragonadal, las crías obtienen su nutrición alimentándose de otros huevos y embriones en la bolsa de incubación gonadal. La incubación es particularmente común en las especies polares y de aguas profundas, que viven en ambientes menos favorables para el desarrollo larvario, y en las especies más pequeñas que producen pocos huevos.
La reproducción tiene lugar en diferentes momentos del año según la especie. Para aumentar las posibilidades de que sus óvulos sean fecundados, estrellas de mar pueden sincronizar el desove, reunidos en grupos, o formando parejas. Este último comportamiento se denomina pseudo-cópula y el macho se sube encima de la hembra, colocando sus brazos entre los suyos, y emite esperma al agua. Esto estimula la emisión de los huevos. Las estrellas de mar pueden utilizar señales del medio ambiente para coordinar el momento del desove (la duración del día para indicar la hora correcta del año, el amanecer o el atardecer para indicar la hora correcta del día), y señales químicas para indicar su disposición a los demás. En algunas especies, hembras adultas producen sustancias químicas para atraer a los espermatozoides en el agua de mar.

### Reproducción asexual

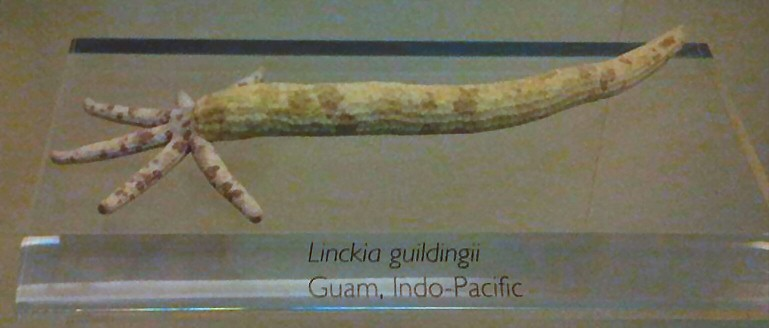
«Estrella cometa» (Linckia guildingi)

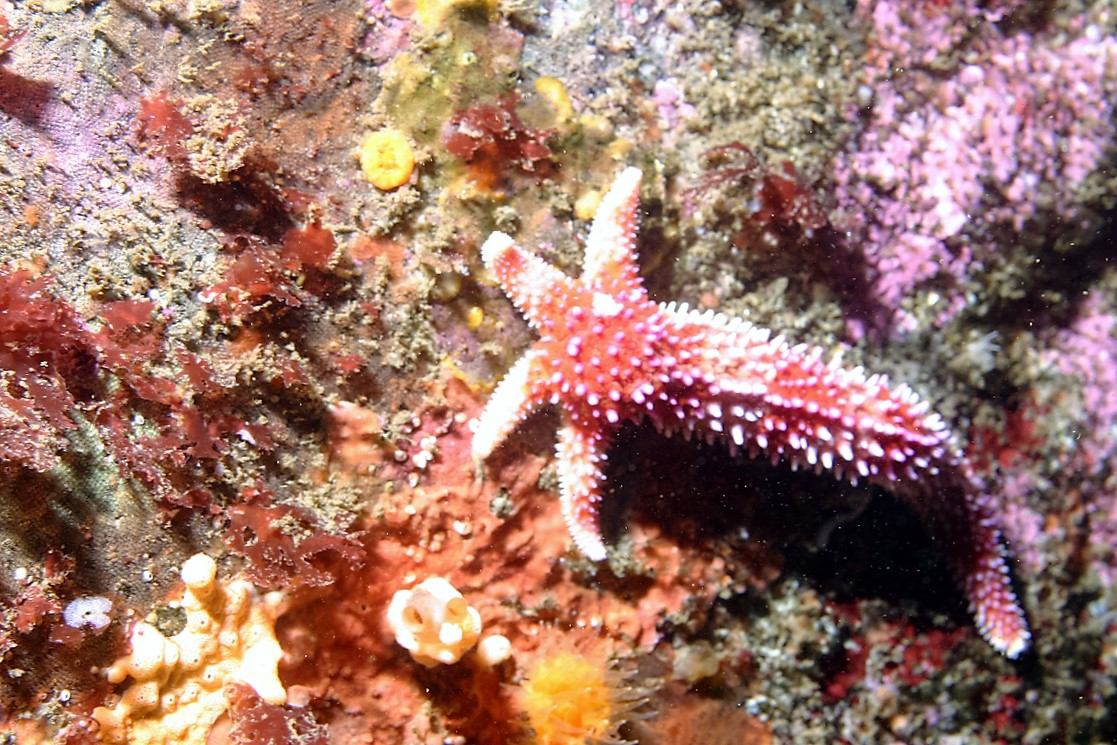
Orthasterias koehleri se regenera a partir de un brazo, bahía de Carmel, Estados Unidos

Algunas especies de estrellas de mar también se reproducen asexualmente como adultos, ya sea por fisión de sus discos centrales o por la autotomía de sus brazos. El tipo de reproducción depende del género. Entre las estrellas de mar que regeneran un cuerpo completo a partir de brazos cortados, algunos pueden hacerlo, incluso a partir de fragmentos de tan solo 1 cm (centímetro) de largo. La división de la estrella de mar, o bien a través de sus discos o en sus brazos, suele ser acompañada de cambios que facilitan la partición.
Las larvas de varias especies de estrellas de mar también tienen la capacidad de reproducirse asexualmente. Pueden hacerlo mediante la autotomía de algunas partes de sus cuerpos o por gemación. Cuando existe una abundancia de alimentos, las larvas favorecen la reproducción asexual en lugar de desarrollarse directamente. Aunque esto le cuesta tiempo y energía, permitirá que una sola larva se reproduzca en varios adultos si las condiciones son buenas. Varias otras razones desencadenan fenómenos similares en las larvas de otros equinodermos. Estos incluyen el uso de tejidos que se pierde durante la metamorfosis, o la presencia de depredadores que cazan las larvas más grandes.

### Desarrollo larvario
Al igual que los demás equinodermos, estrellas de mar conocen un desarrollo (embrionario) deuterostómico, una característica que comparten con los cordados (incluyendo los vertebrados), pero no con la mayoría de otros invertebrados. Sus embriones desarrollan inicialmente una simetría bilateral, lo que parece reflejar su probable ascendencia común con los cordados. Sin embargo, el desarrollo posterior toma un camino muy diferente, cuando la larva se asienta fuera del zooplancton y desarrolla la característica simetría radial. A medida que el organismo crece, un lado de su cuerpo crece más que el otro, y finalmente absorbe el lado más pequeño. Después de eso, el cuerpo se forma en cinco partes alrededor de un eje central hasta que la estrella de mar tenga su simetría radial.
Las larvas de estrellas de mar son organismos ciliados, que nadan libremente. Los huevos fecundados se convierten en organismos bipinarios y más tarde (en la mayoría de los casos) en larvas braquiolarias que, o bien crecen alimentándose de la yema del huevo, o atrapando y comiendo otro plancton. En ambos casos, viven como plancton, suspendidas en el agua y nadan batiendo los cilios. Las larvas son bilateralmente simétricas y tienen un lado izquierdo y derecho distinto. Con el tiempo, se instalan en el fondo del mar, experimentan una metamorfosis completa, y se convierten en adultos.

### Longevidad
La esperanza de vida de estrellas de mar varía considerablemente entre las especies, y es por lo general más largo en las especies mayores. Por ejemplo, Leptasterias hexactis, cuyo peso como adulto es 20 g, alcanza la madurez sexual en dos años y tiene una esperanza de vida de unos 10 años, mientras que Pisaster ochraceus, cuyo peso adulto es 80 g, alcanza la madurez en cinco años y puede vivir hasta 34 años.

### Regeneración

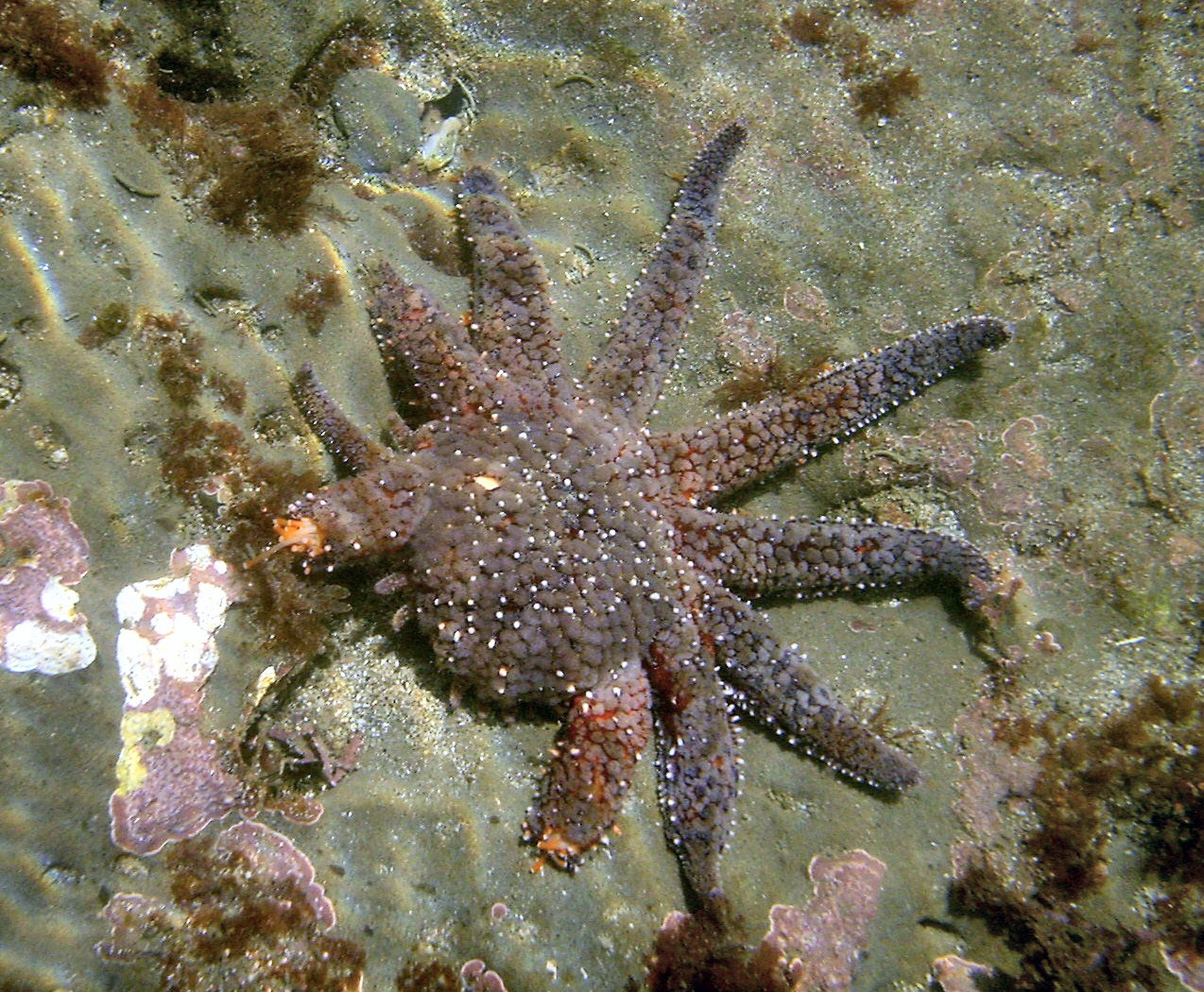
Pycnopodia helianthoides, regenerando brazos perdidos por depredadores.

Algunas especies de estrellas de mar tienen la capacidad de regenerar brazos perdidos y pueden crecer nuevos miembros. Algunas especies también tienen la capacidad de volver a crecer un nuevo disco central a partir de un solo brazo, mientras que otras necesitan que por lo menos una porción del disco central esté conectado a la parte separada. La regeneración puede durar varios meses o años. Las estrellas de mar son vulnerables a infecciones durante las primeras etapas tras la pérdida de un brazo. Una extremidad separada vive de nutrientes almacenados hasta que vuelve a crecer un disco central y una boca y es capaz de alimentarse de nuevo. Aparte de la fragmentación que se lleva a cabo para fines de reproducción, la división del cuerpo puede ocurrir accidentalmente tras el desprendimiento por un depredador, o el brazo puede ser activamente expulsado durante una respuesta de escape, un proceso conocido como autotomía. La pérdida de partes del cuerpo se logra mediante el ablandamiento rápido de un tipo de tejido conectivo especial en respuesta a señales nerviosas. La mayoría de los equinodermos cuenta con este tipo de tejido.

## Alimentación

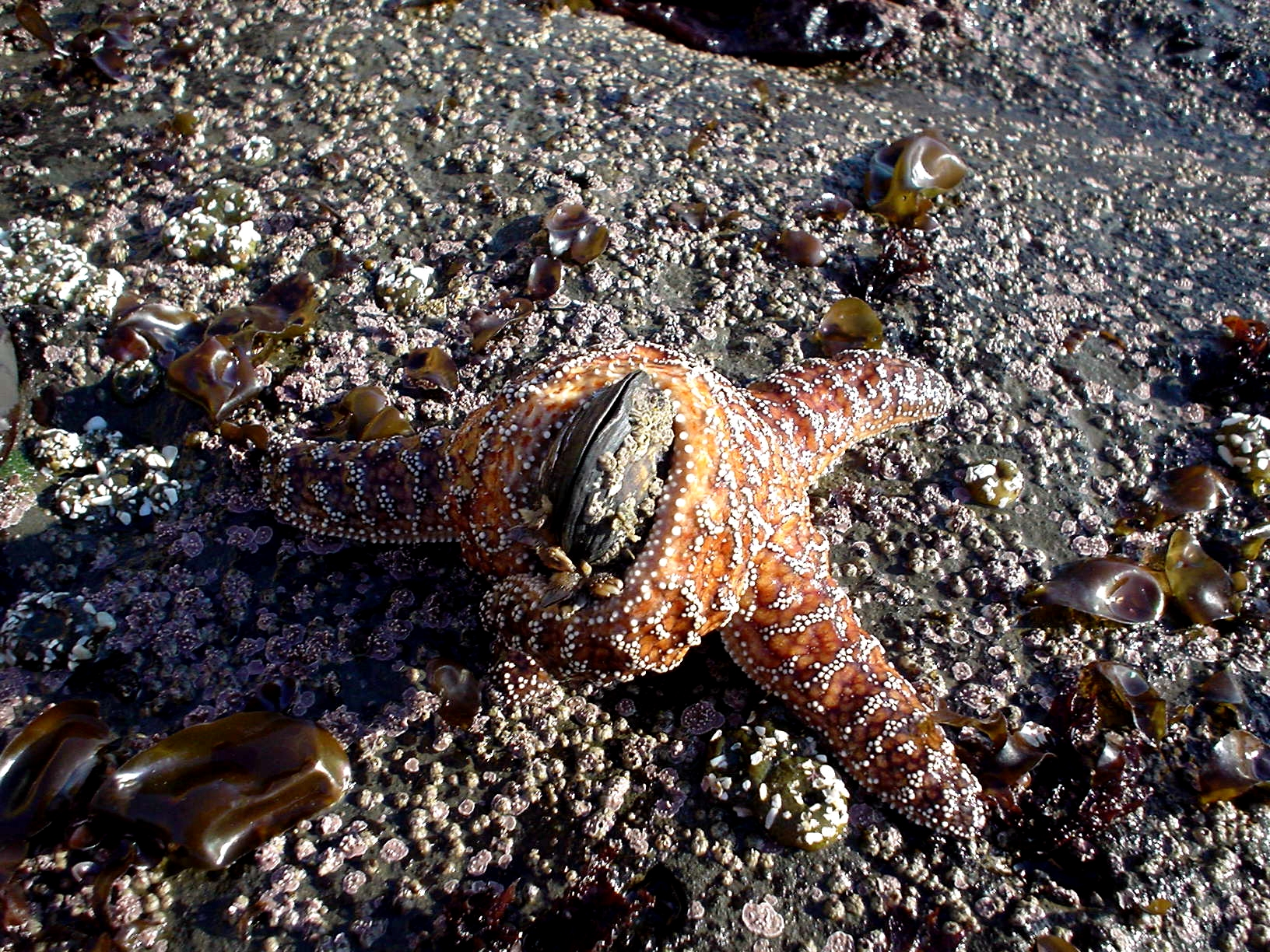
Pisaster ochraceus consumiendo un mejillón en la costa de California.

La mayoría de las especies de estrellas de mar son depredadores generalistas, que se alimentan de moluscos, como almejas, ostras, caracoles, o cualquier otro animal demasiado lento para poder evadir su ataque (por ejemplo, otros equinodermos o peces casi muertos). Algunas especies son detritívoros, y se alimentan de animales y materia vegetal en estado de descomposición, o de láminas orgánicas adheridas a sustratos. Otros, como los miembros del orden Brisingida, se alimentan de esponjas o de plancton y partículas orgánicas en suspensión. Acanthaster planci consume pólipos de corales, y es parte de la cadena alimenticia en los arrecifes de coral. De vez en cuando, ocurren brotes explosivos de estas estrellas que pueden causar graves daños a los ecosistemas de los arrecifes de coral.
Algunas estrellas de mar cuentan con órganos especiales que facilitan la captura de presas y la alimentación; Pisaster brevispinus, de la costa del Pacífico de los Estados Unidos, puede utilizar un conjunto de pies ambulacrales especializados para cavar profundamente en los sustratos blandos y extraer sus presas (generalmente almejas). Agarrando el marisco, la estrella de mar abre lentamente la cáscara de la presa, agotando su músculo aductor, y luego inserta su estómago evertido hacia una apertura para devorar los tejidos blandos. Para que el estómago evertido pueda ganar entrada, la brecha entre las válvulas solo necesita ser una fracción de un milímetro de ancho.

## Distribución

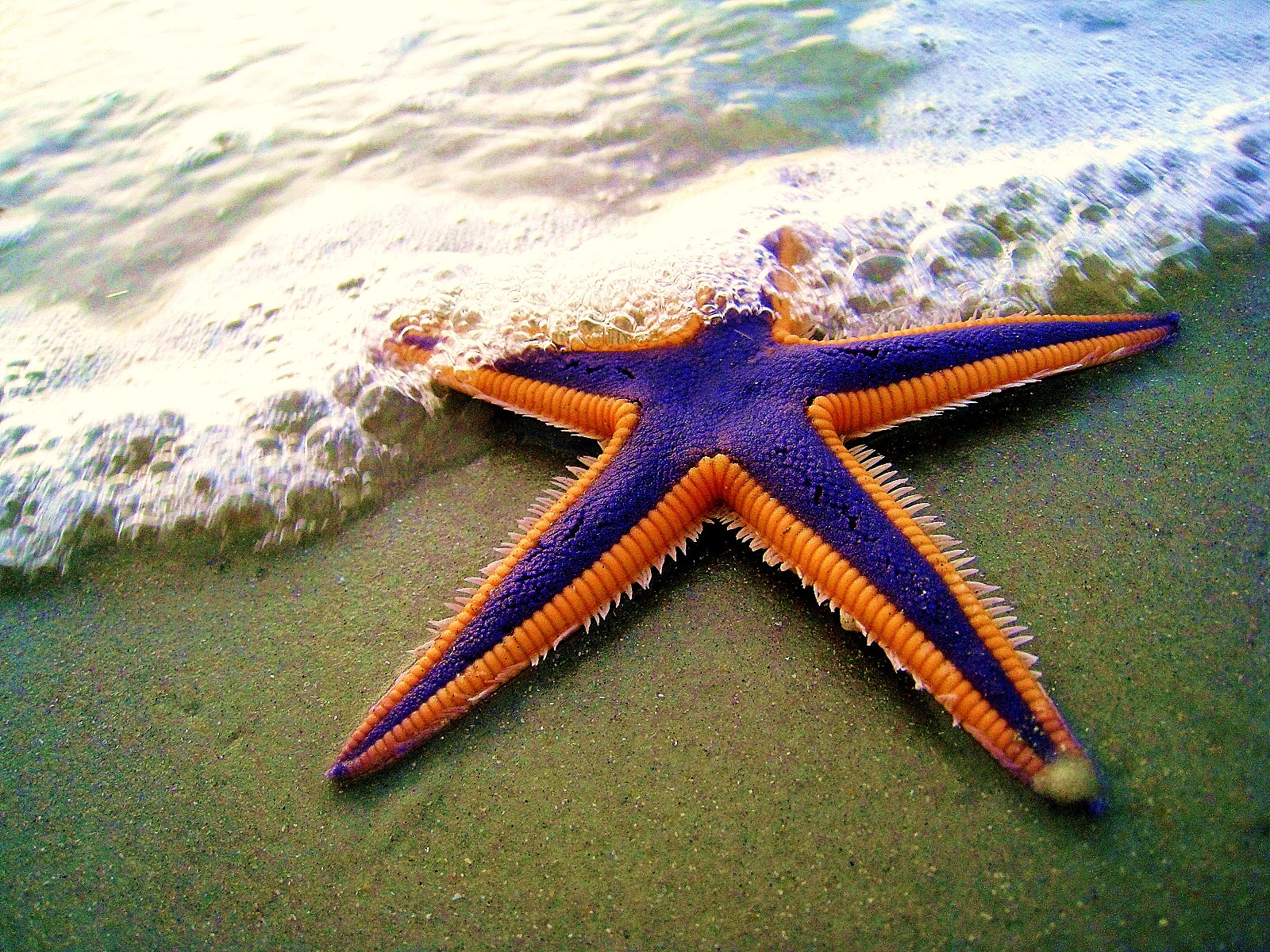
Astropecten articulatus en la playa.

En la actualidad se conoce más de 1900 especies de estrellas de mar existentes. Equinodermos mantienen un delicado equilibrio electrólito interno en sus cuerpos, y esto solo es posible en un ambiente marino. Esto significa que las estrellas de mar se producen en todos los océanos de la Tierra, pero no se encuentran en ningún hábitat de agua dulce. La mayor variedad de especies se encuentra en la zona tropical del Indo-Pacífico. Otras regiones conocidas por su gran diversidad incluyen las zonas tropicales y templadas de Australia, el Pacífico oriental tropical y el agua frío-templado del Pacífico Norte (desde California hasta Alaska). Todas las estrellas de mar viven en el fondo del mar, pero sus larvas son planctonicas, lo que las permite dispersarse a nuevas ubicaciones. Los hábitats varían desde arrecifes de coral tropicales, rocas, barro, grava, y arena, hasta bosques de algas marinas, praderas marinas y el fondo oscuro de aguas profundas.

## Amenazas
Estrellas de mar y otros equinodermos bombean agua directamente en sus cuerpos a través del sistema vascular acuífero. Esto les hace vulnerables a todas las formas de contaminación del agua, ya que tienen poca capacidad para filtrar las toxinas y los contaminantes que contiene. Derrames de petróleo y eventos similares suelen afectar las poblaciones de equinodermos y tienen consecuencias de largo alcance para el ecosistema.
Otra amenaza que sufren frecuentemente las estrellas de mar es cuando se acercan mucho a la costa, los turistas cometen el error de sacarlas del agua para contemplarlas y tomarles fotos, sin saber que al hacerlo no pueden estas realizar su intercambio de gases para la respiración y en poco tiempo morirán debido a una intoxicación, en otras palabras, se ahogan. [cita requerida] Tanto las estrellas de mar como las demás especies de equinodermos es mejor no sacarlas de su hábitat acuático.
Además son utilizadas como recuerdos o souvenirs y se extraen para ser vendidas. Son utilizadas en acuarofilia.

## Lecturas complementarias
- Blake DB, Guensburg TE; Implications of a new early Ordovician asteroid (Echinodermata) for the phylogeny of Asterozoans; Journal of Paleontology, 79 (2): 395–399; marzo de 2005.
- Gilbertson, Lance; Zoology Lab Manual; McGraw Hill Companies, New York; ISBN 0-07-237716-X (4.ª edición, 1999).
- Shackleton, Juliette D.; Skeletal homologies, phylogeny and classification of the earliest asterozoan echinoderms; Journal of Systematic Palaeontology; 3 (1): 29–114; marzo de 2005.
- Sutton MD, Briggs DEG, Siveter DJ, Siveter DJ, Gladwell DJ; A starfish with three-dimensionally preserved soft parts from the Silurian of England; Proceedings of the Royal Society B – Biological Sciences; 272 (1567): 1001–1006; 22 de mayo de 2005.
- Hickman C.P, Roberts L.S, Larson A., l'Anson H., Eisenhour D.J.; Integrated Principles of Zoology; McGraw Hill; New York; ISBN 0-07-111593-5 (13.ª edición, 2006).

## Galería

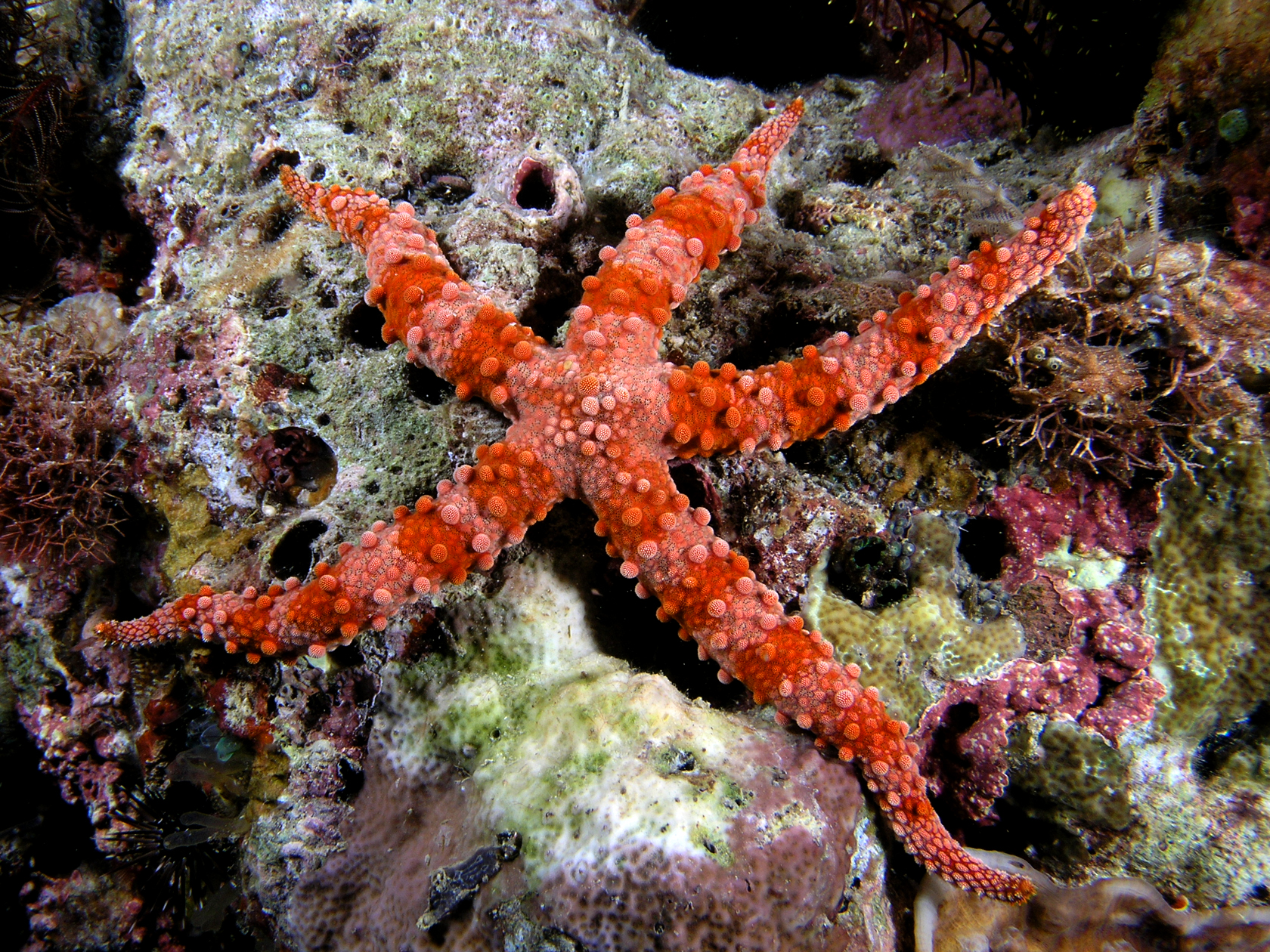
Gomophia gomophia, Indonesia.
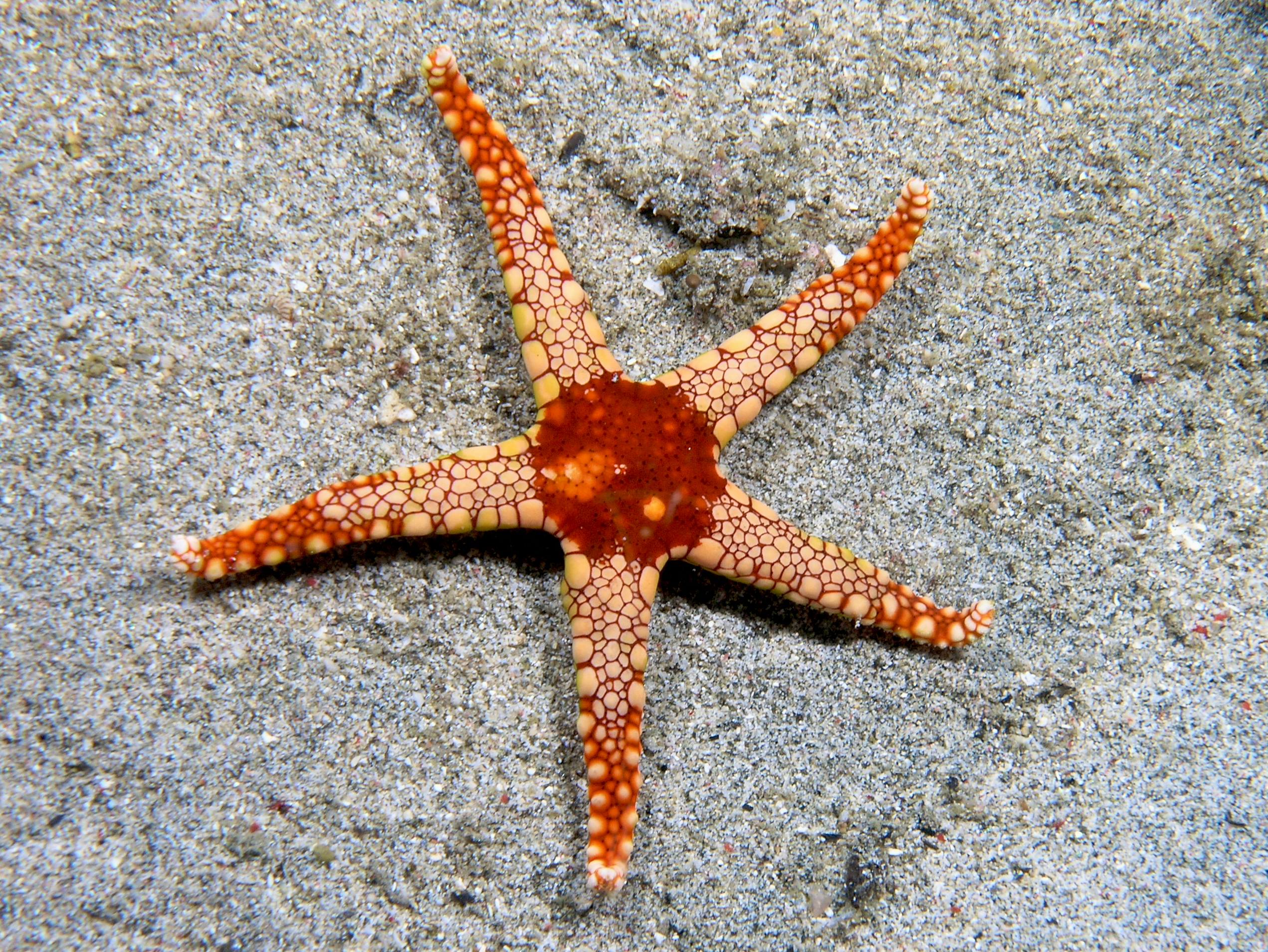
Fromia monilis, Indonesia.
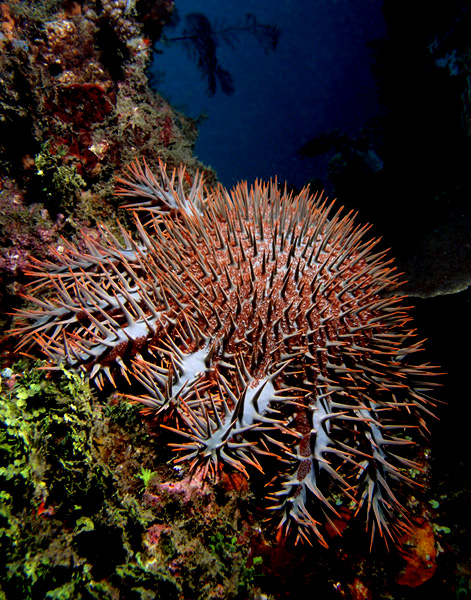
Acanthaster planci, Timor.
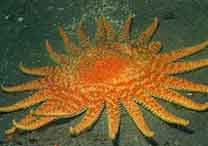
Pycnopodia helianthoides, California.
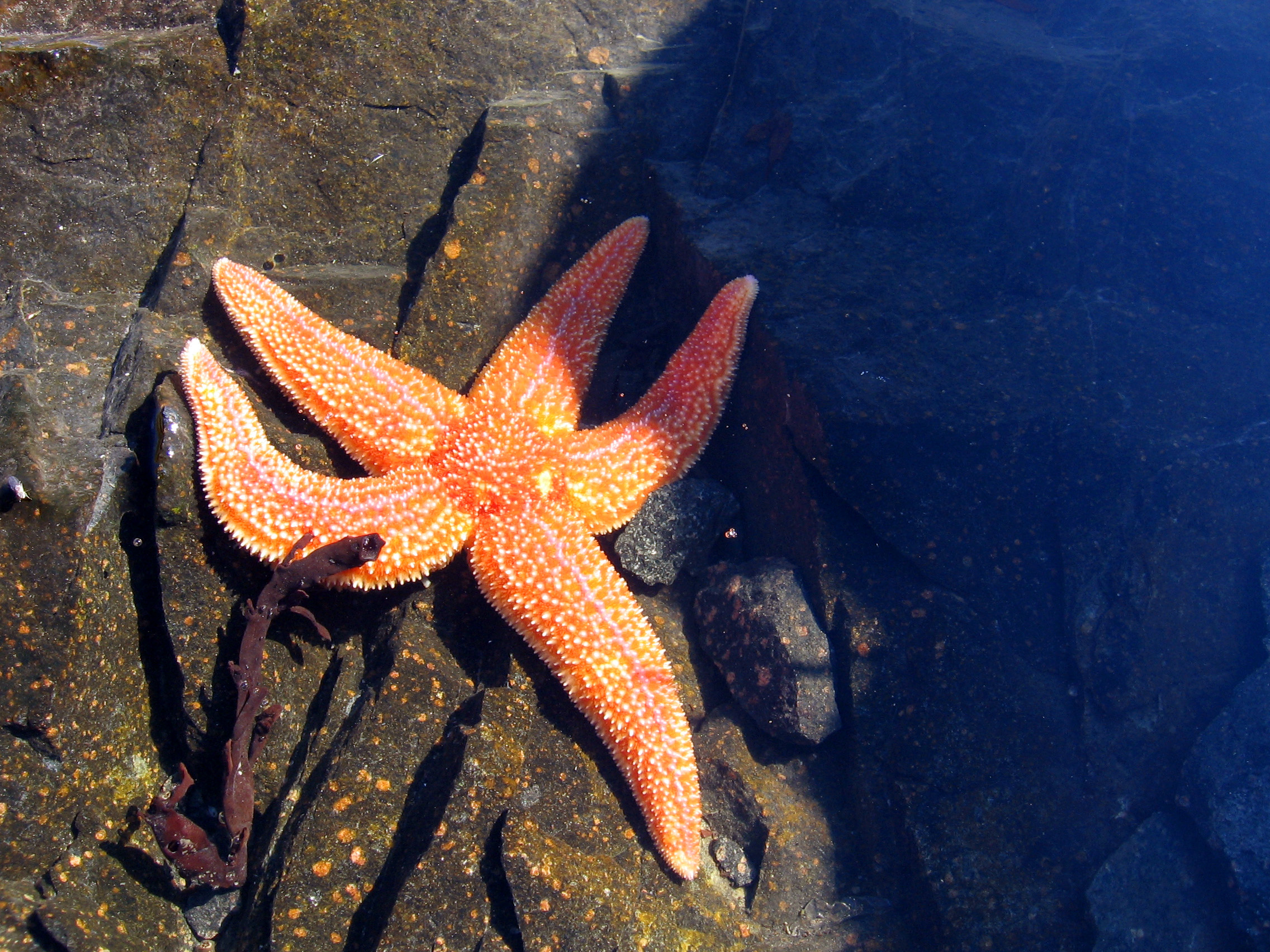
Asterias rubens, Rusia.
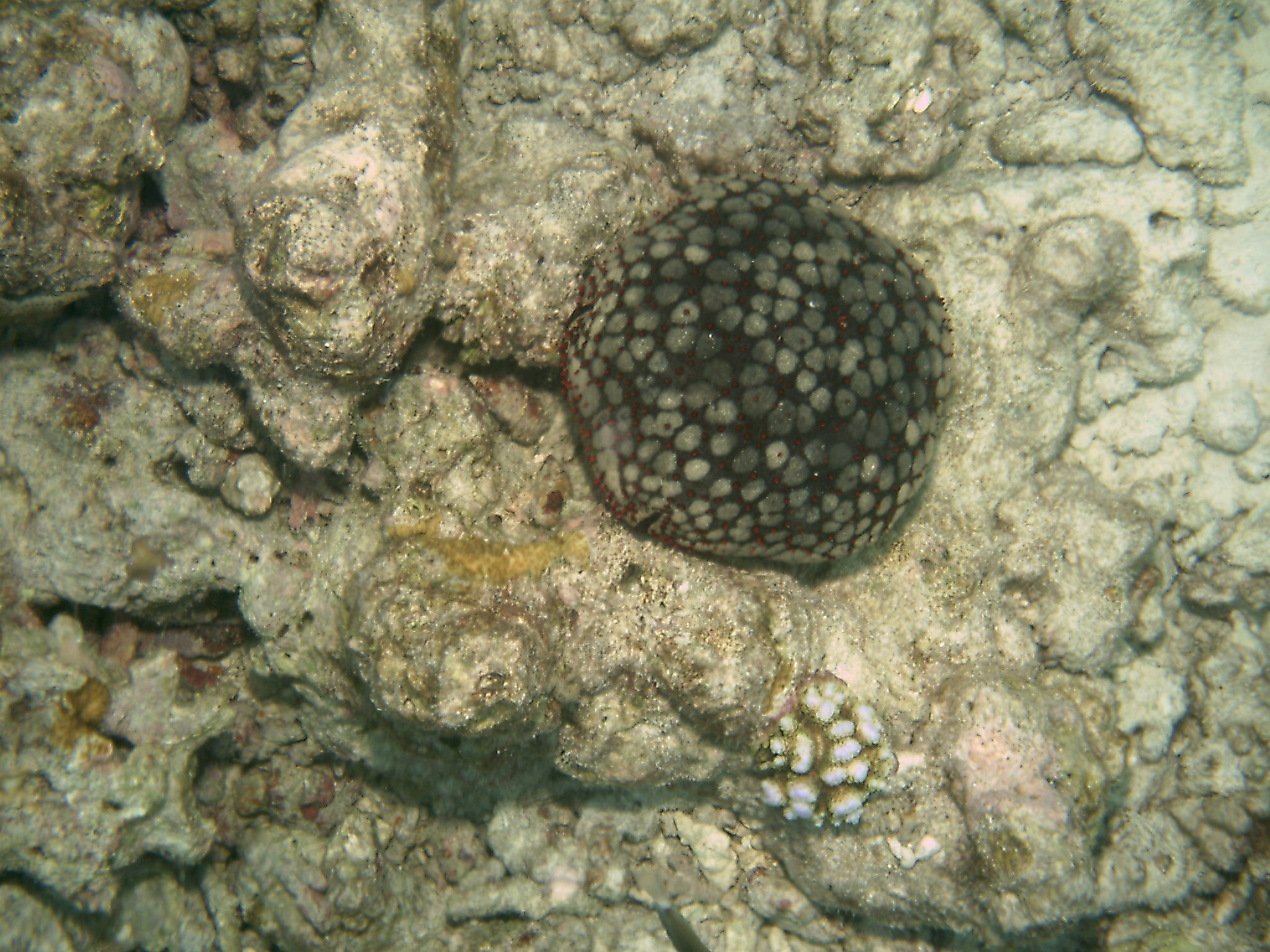
Culcita schmideliana, Maldivas
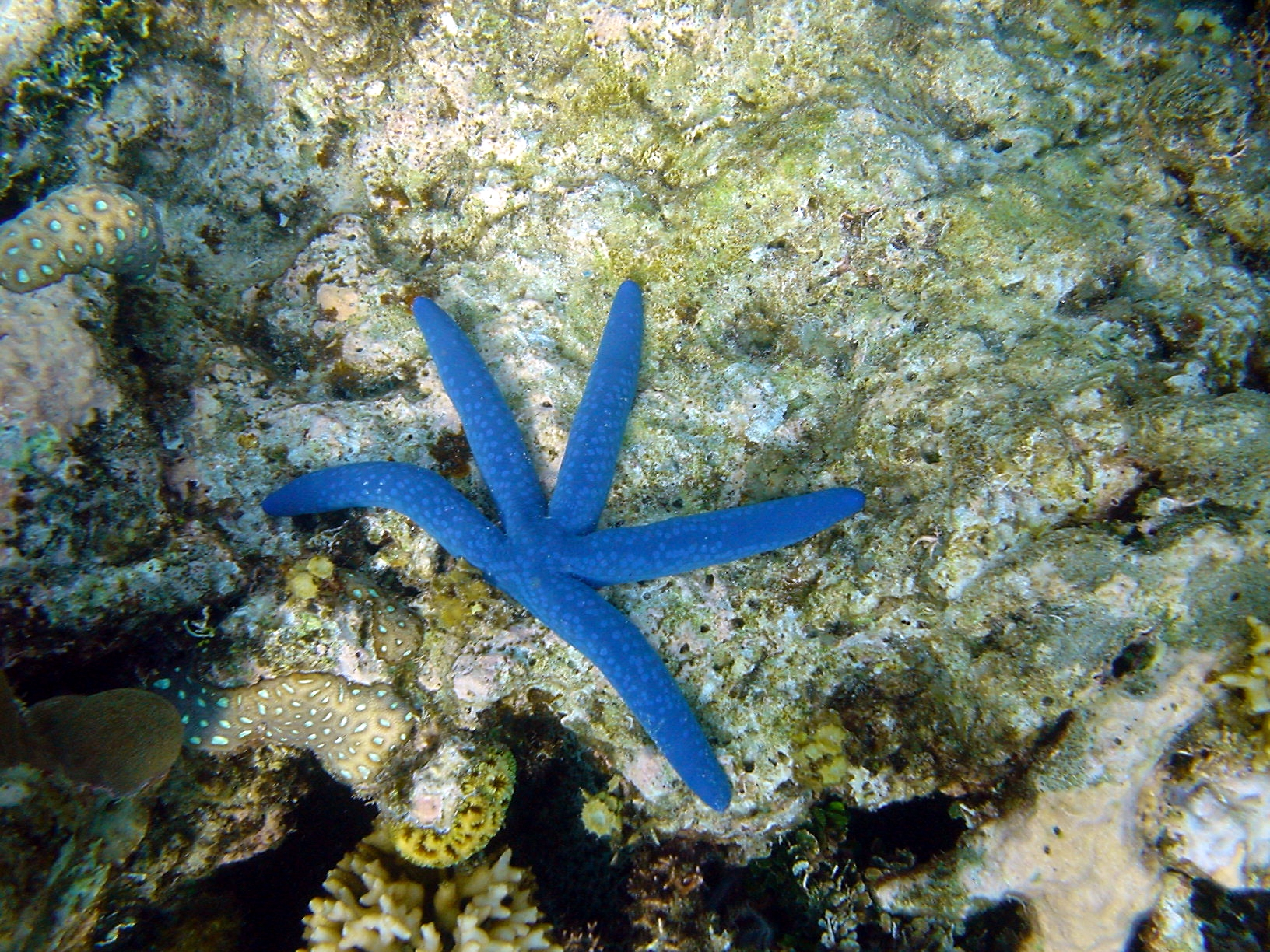
Linckia laevigata, Nueva Guinea.
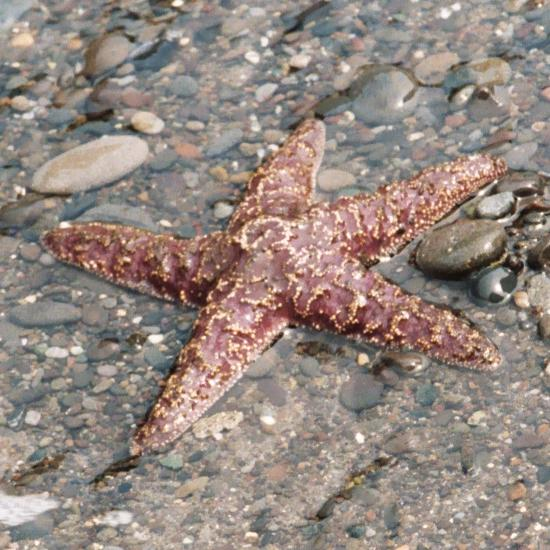
Pisaster ochraceus, Estados Unidos.
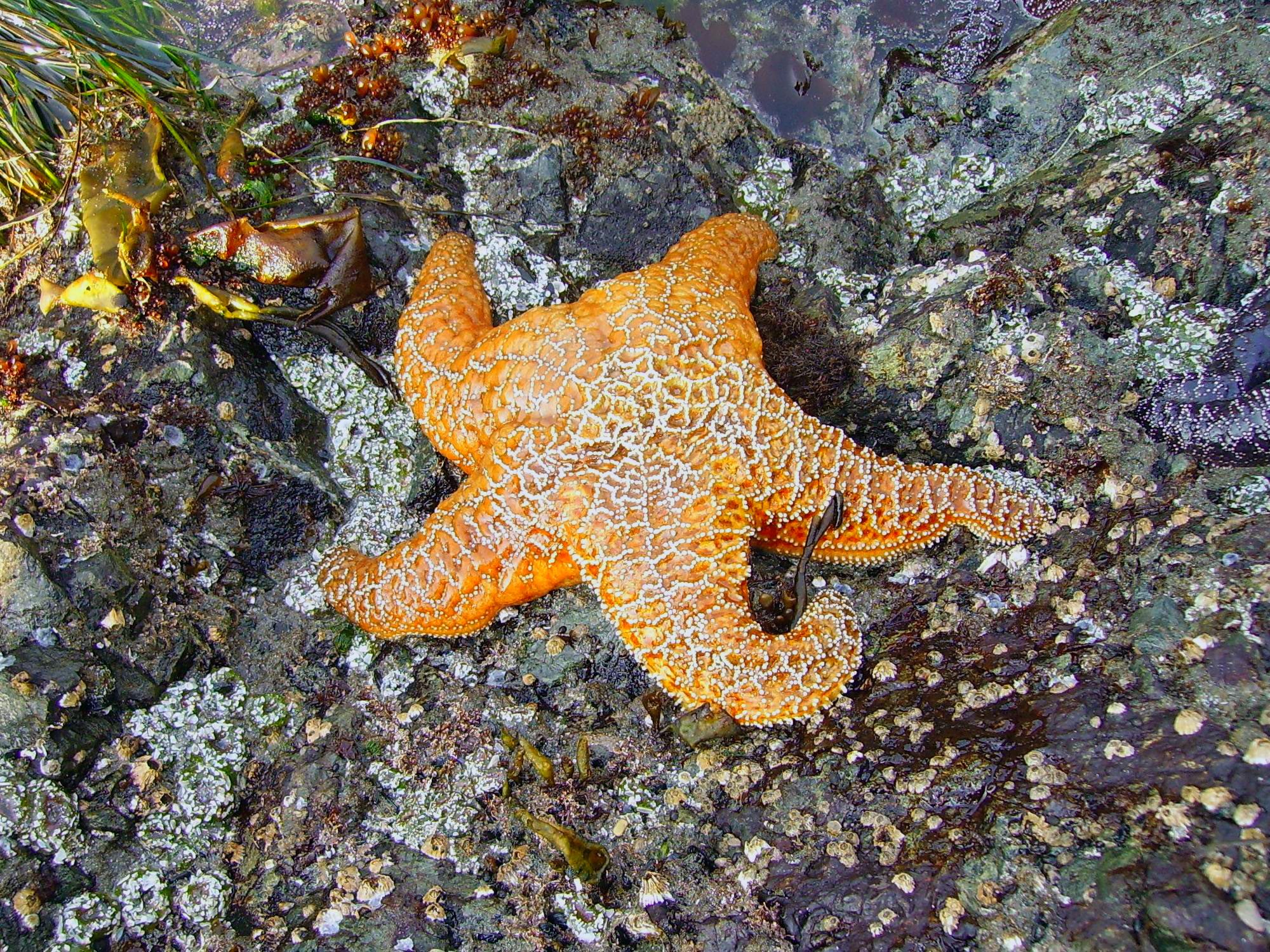
Pisaster ochraceus, Canadá
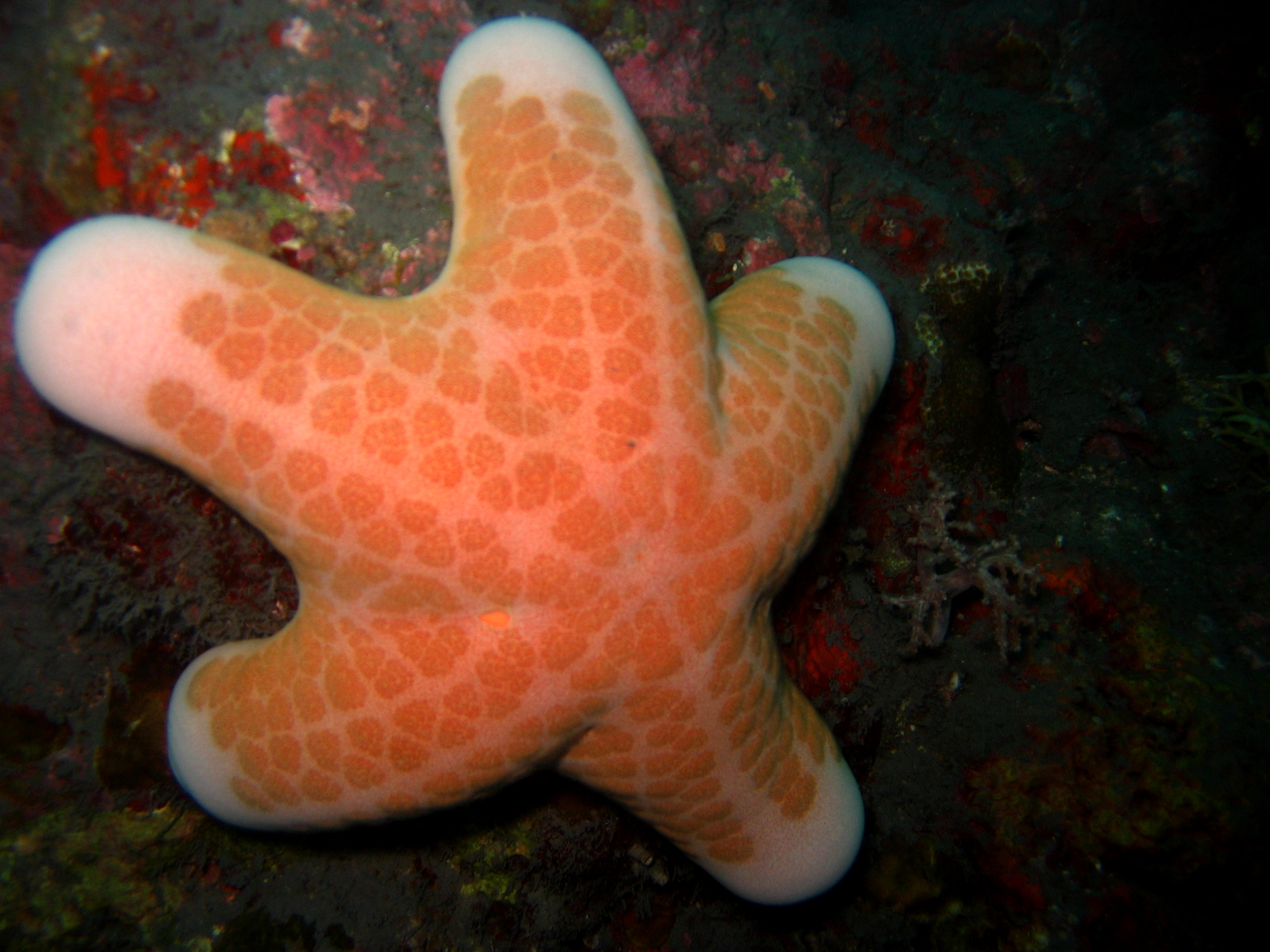
Choriaster granulatus, Filipinas.
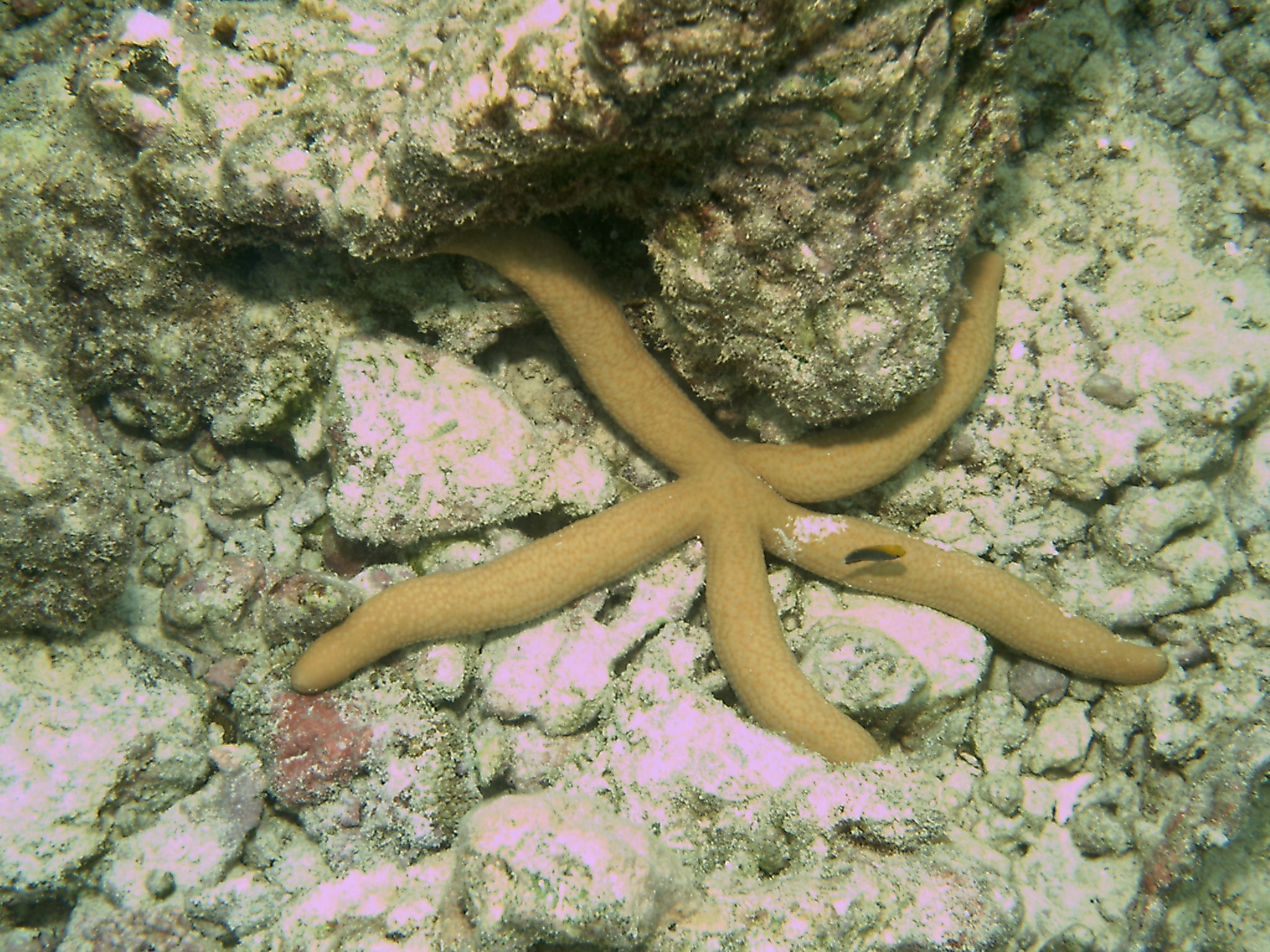
Linkia guildingi, Maldivas.
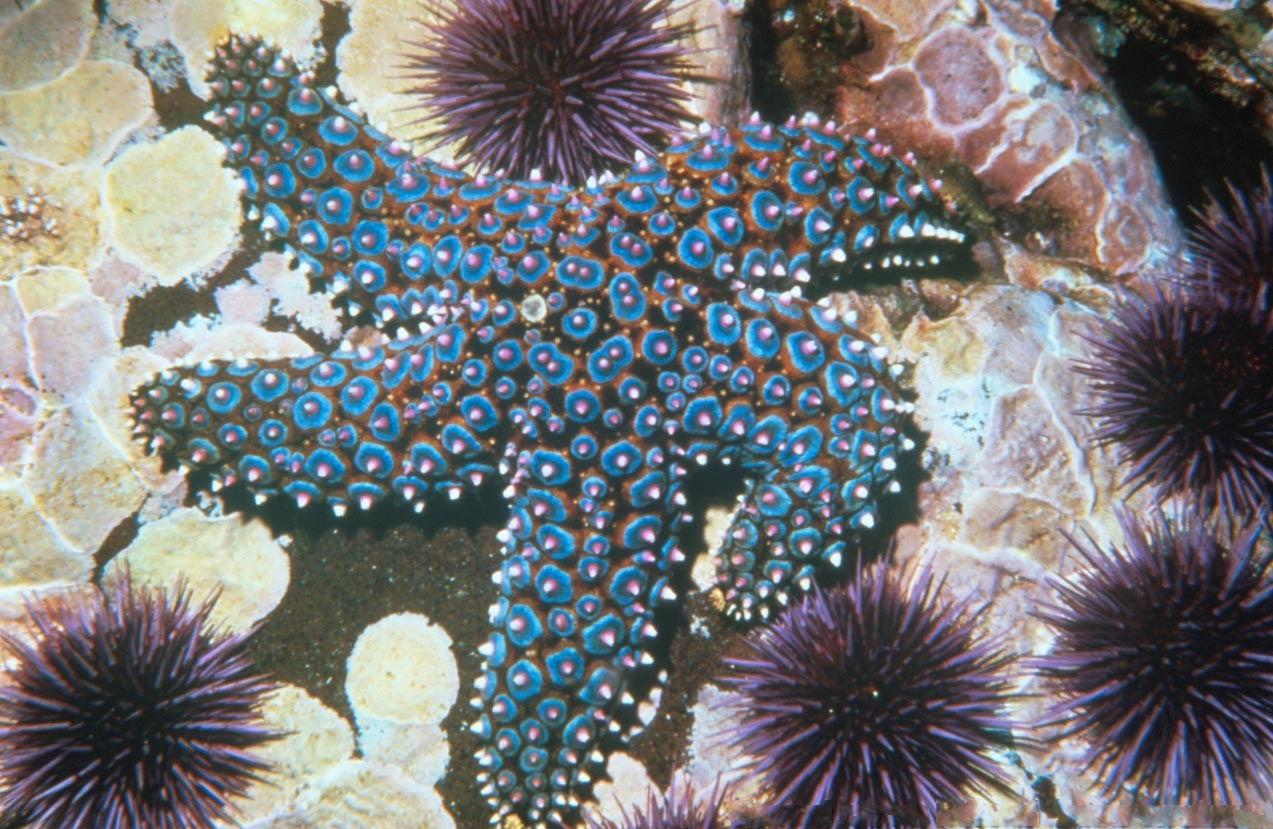
Pisaster giganteus.
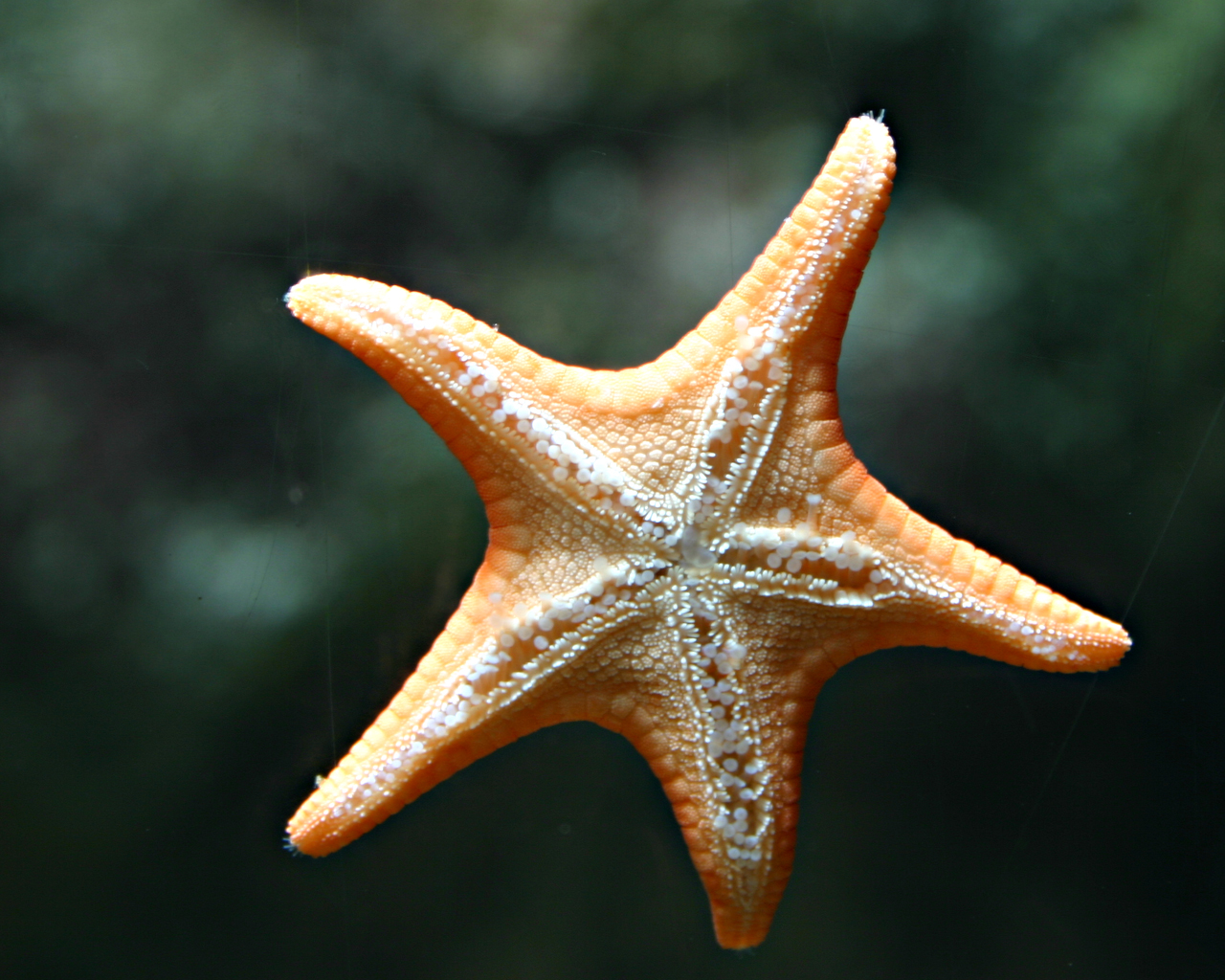
Los pies ambulacrales son visibles en esta especie.
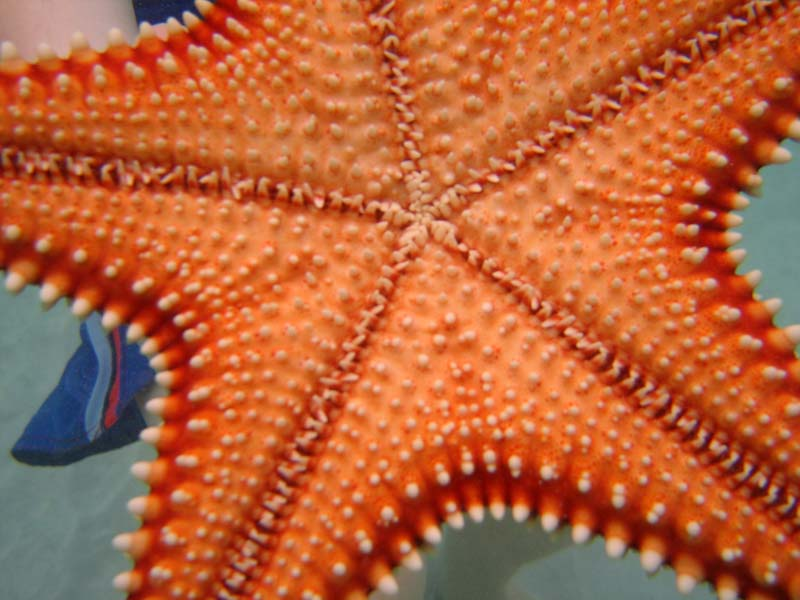
Oreaster reticulatus, Vieques, PR.
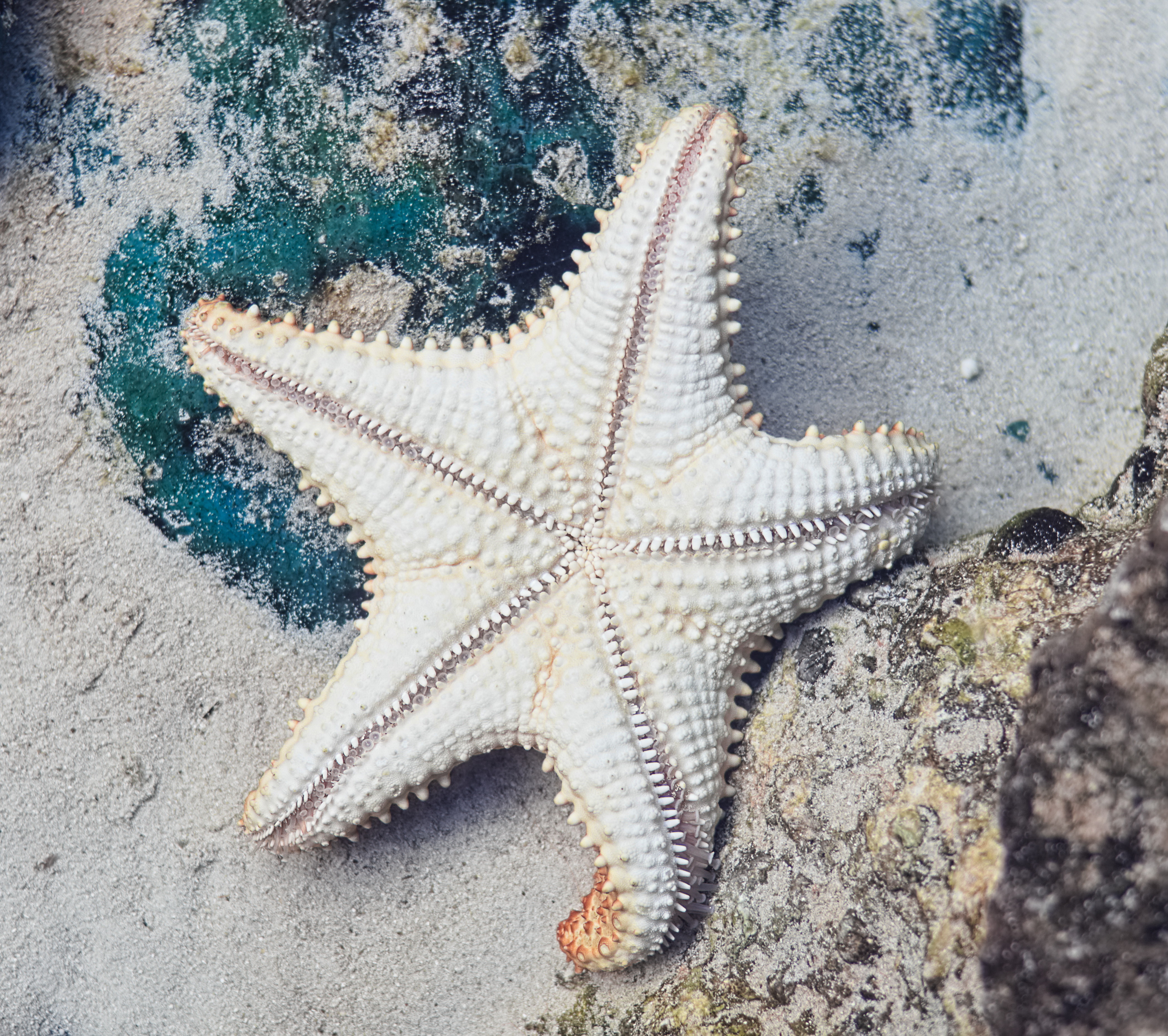
Oreaster reticulatus, Cancún, México
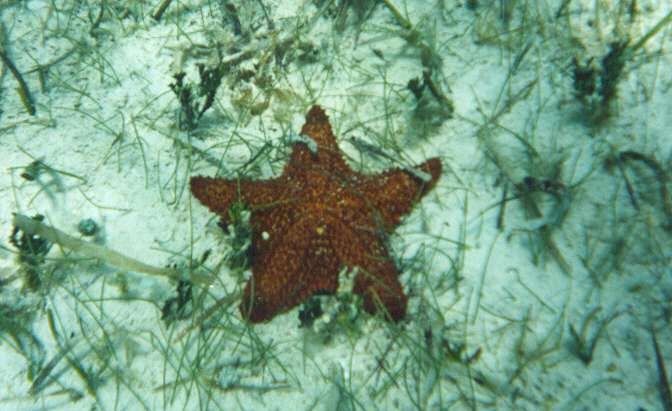
Oreaster reticulatus Bahamas.
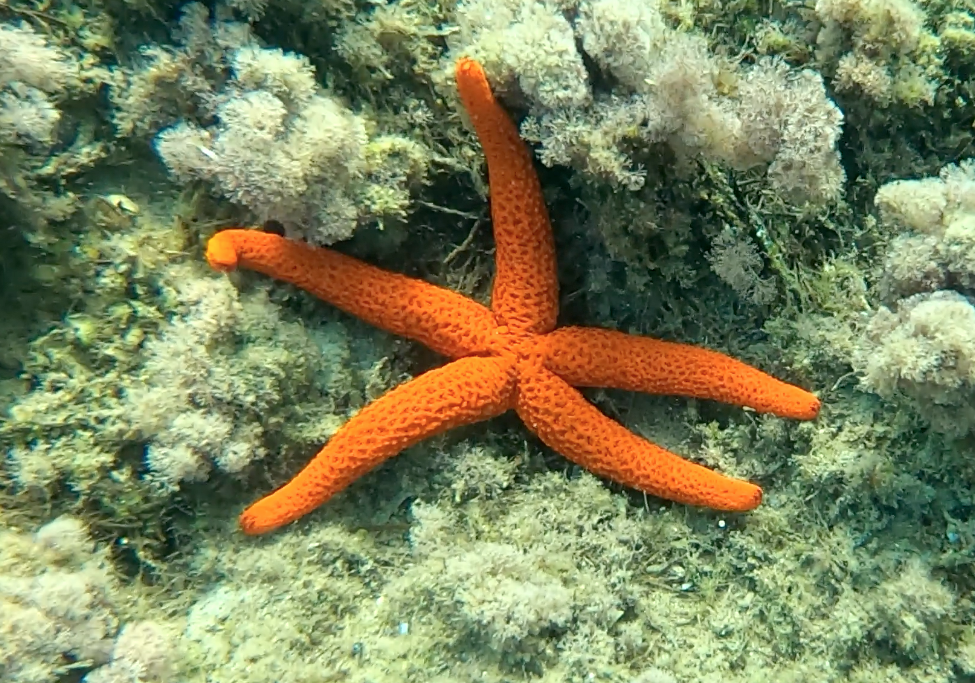
Echinaster sepositus, Cambrils, España